# Mediolanum
Cet article concerne la cité antique de Milan. Pour les autres sites, voir Mediolanum (toponyme).
Pour les articles homonymes, voir Mediolanum (homonymie).
Mediolanum est le site antique de la ville actuelle de Milan, en Italie.

## Toponymie
La forme Milan résulte de l'évolution phonétique du type toponymique gaulois Mediolanon, latinisé en Mediolanum, particulièrement fréquent en Gaule cf. Mâlain, Maulain, Meillant, Meulan, Meulin, etc.»,.
Traditionnellement les linguistes et toponymistes attribuent à ce toponyme le sens de « [localité au] milieu de la plaine » ou « plaine du milieu » sur la base du gaulois medio- (medios) « du milieu, central », apparenté directement au vieux breton med, met et par l'indo-européen au latin medius. Le second élément -lano- serait un mot *lanon non attesté en gaulois, mais reconstitué d'après le latin plānus « plat ».
L'historien français Henri Martin a suggéré dès le XIXe siècle que Mediolanum pouvait signifier « centre de la région », identifiant ainsi un sanctuaire « central », c'est-à-dire un lieu de culte et de nombreux chercheurs après lui considèrent cette théorie du XIXe siècle comme exacte, avec la nuance toutefois de « centre sacré ».
En effet, ce terme est absent en ce sens des langues celtiques insulaires, où l'on trouve en revanche un mot *lāno- > vieil irlandais lán, gallois llawn, breton leun qui signifient « plein » d'où un sens global de « plein-centre » pour le composé medio-lanon, et plus précisément au sens religieux de « centre sacré ». Il est sans doute comparable au *media-gardaz « enclos du milieu » des Germains (cf. vieux norrois miðgarð, gotique midjun-gards « monde »)
L'explication traditionnelle n'est pas pertinente non plus sur le plan topographique, car les Mediolanum sont souvent situés sur des hauteurs et excentrés.

## Territoire
Concernant la naissance de Milan sont aujourd'hui avancées, sur la base des fouilles archéologiques entreprises sur le territoire, des hypothèses plus plausibles que celle de la datation tellement haute donnée par Tite-Live :
1. Mediolanum se trouve sur la ligne des sources (ou bien là où les eaux affleurent en surface du fait du dénivelé de la plaine vers le Pô). Cela pourrait signifier qu'elle est née sur une langue de terre qui donnait sur un palus, en un lieu facilement défendable.
2. Mediolanum pourrait, enfin, être née à la confluence de deux (ou même de quatre) fleuves[7] le Seveso, le Nirone (ou Acqualunga), l'Olona (dont les eaux alimentaient un canal navigable appelé Vepra, qui à son tour rejoignait un autre canal artificiel nommé Vettabbia[8], ce dernier ayant été creusé au cours du Ier siècle[9])[10] et le Lambro[11].

## Histoire

### Premier établissement pré-romain (VIesiècleav. J.-C.)
« Les Insubres avaient comme métropole Mediolanum, qui était anciennement un village […], aujourd'hui c'est au contraire une importante cité au-delà du Pô quasiment aux pieds des Alpes. »

— Strabon, Géographie, V, 1.6.

Populations de la Gaule cisalpine, comprenant les populations celtes des Insubres, autour de Mediolanum.

Selon Tite-Live, la fondation remonterait à la fin de la période golasecchienne (début du VIe siècle av. J.-C.) sur un territoire couvrant une superficie d'environ douze hectares pour devenir ensuite un important chef-lieu celtique des Insubres jusqu'à la fin du IVe siècle av. J.-C. (388-386). Selon l'antique tradition romaine rapportée par Tite-Live, la fondation a eu lieu en 600 av. J.-C. à l'initiative du gaulois Bellovesos, neveu du roi des Bituriges, qui s'installa au milieu de la plaine, défaisant les précédentes populations étrusques. La légende fait remonter la fondation au gaulois Bellovesos et à une scrofa semilanuta (une truie « semi-laineuse ») qui devint par la suite le symbole de la Milan gauloise.

### Mediolanum: la Milan romaine

#### Époque républicaine

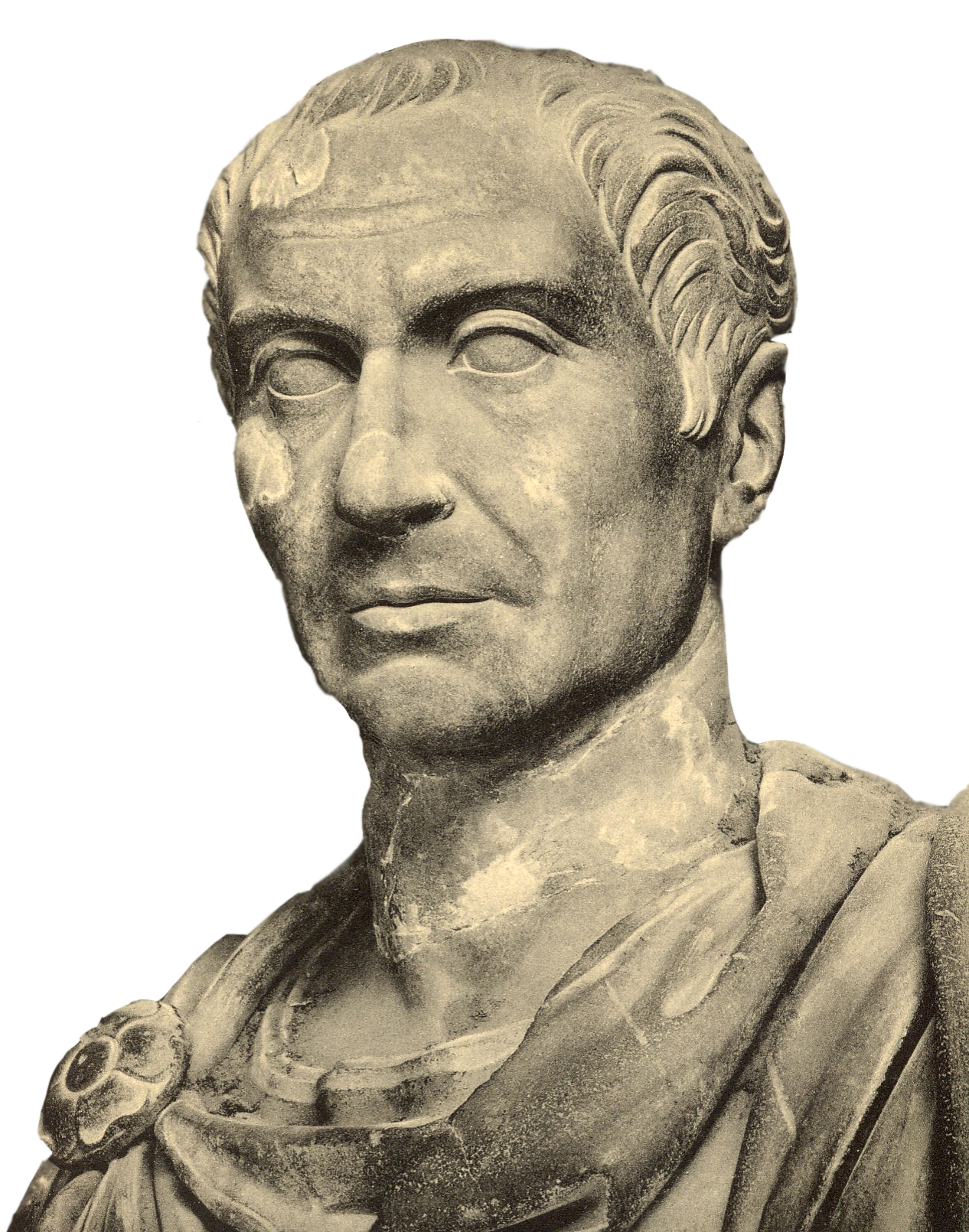
Jules César accorde la citoyenneté romaine à toute la Gaule cisalpine en 49 av. J.-C.

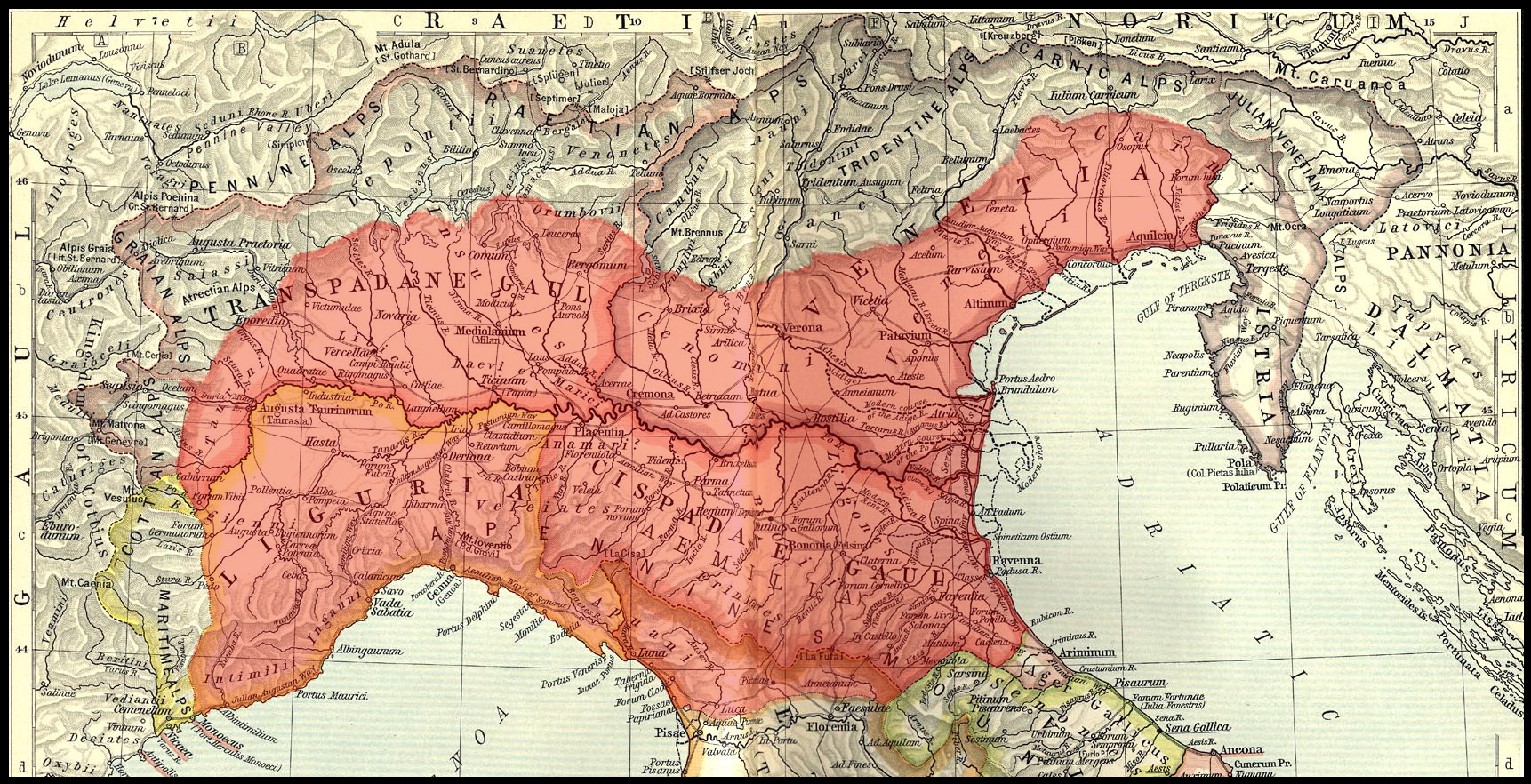
Territoires de la Gaule cisalpine (en rouge) entre la fin du et le début du

Après avoir été la plus importante cité des Gaulois Insubres, Milan est conquise en 222 av. J.-C., à la suite d'un terrible siège, par les consuls romains Cnaeus Cornelius Scipio Calvus et Marcus Claudius Marcellus,,. La conquête est remise en cause par l'intervention d'Hannibal auquel la population locale s'allie. Ce n'est qu'au cours des premières années du IIe siècle av. J.-C. que les Insubres et les Boïens se soumettent définitivement à la domination romaine.
Le dramaturge Caecilius Statius naît autour de 230 av. J.-C. sur le territoire des Gaulois Insubres, propablement à Mediolanum, selon des témoignages anonymes rapportés dans le Chronicon de Jérôme de Stridon,. Il est fait prisonnier au cours de la guerre entre les Insubres et l'armée romaine entre 222 et 219 av. J.-C. sans doute au cours de la bataille de Clastidium et rejoint Rome comme esclave, selon le témoignage de l'érudit du IIe siècle Aulu-Gelle, qui écrit dans ses Nuits attiques:

« [Caecilius] était de condition servile, et de ce fait prit le cognomen de Statius. »

— Aulu-Gelle, Nuits attiques, IV, 20, 13.
(la) « [Caecilius] seruus fuit et propterea nomen habuit Statius. »
On ne sait que peu de choses de la Milan celtique et de la première Milan romaine. La loi de Cnaeus Pompeius Strabo (Lex Pompeia de Gallia Citeriore) qui conféra à la cité la dignité de colonie latine date de 89 av. J.-C.. Les notables milanais désapprouvent la déclaration qui fait de la plaine du Pô une simple province (Gallia Citerior ou Gaule cisalpine) et appuient la tentative du consul Lépide de renverser les successeurs de la mouvance de Sylla. La tentative échoue et en 77 av. J.-C. la rébellion est réprimée par un massacre.
Grâce à sa position à l'arrière, Mediolanum est d'une importance notable pour les campagnes de César à la conquête de la Gaule dans les années 58 à 50 av. J.-C., au point que certaines légions levées par Jules (la XIIIe (it) et la XIVe (it)) sont enrôlées dans ses environs. Milan devient le plus important centre de la Gaule cisalpine et, sur la vague de son développement économique, elle est élevée, en 49 av. J.-C. au statut de municipium civium romanorum dans le cadre de la Lex Roscia,.

##### Archéologie de laMediolanumrépublicaine
Milan commence à se doter, sans doute à partir de 49 av. J.-C., de premiers édifices publics en dur comme les murs d'enceinte (it) et le théâtre romain (it) (le plus ancien édifice actuellement découvert qui ne soit pas d'époque augustéenne), avec une scène haute de 20 mètres et une cavea d'un diamètre de 95 mètres pouvant accueillir entre 7 000 et 9 000 spectateurs à une époque où Mediolanum comptait environ 25 000 habitants. Elle se dote également d'un réseau de routes pavées, en particulier dans la partie conduisant vers Rome à travers la Porta Romana.

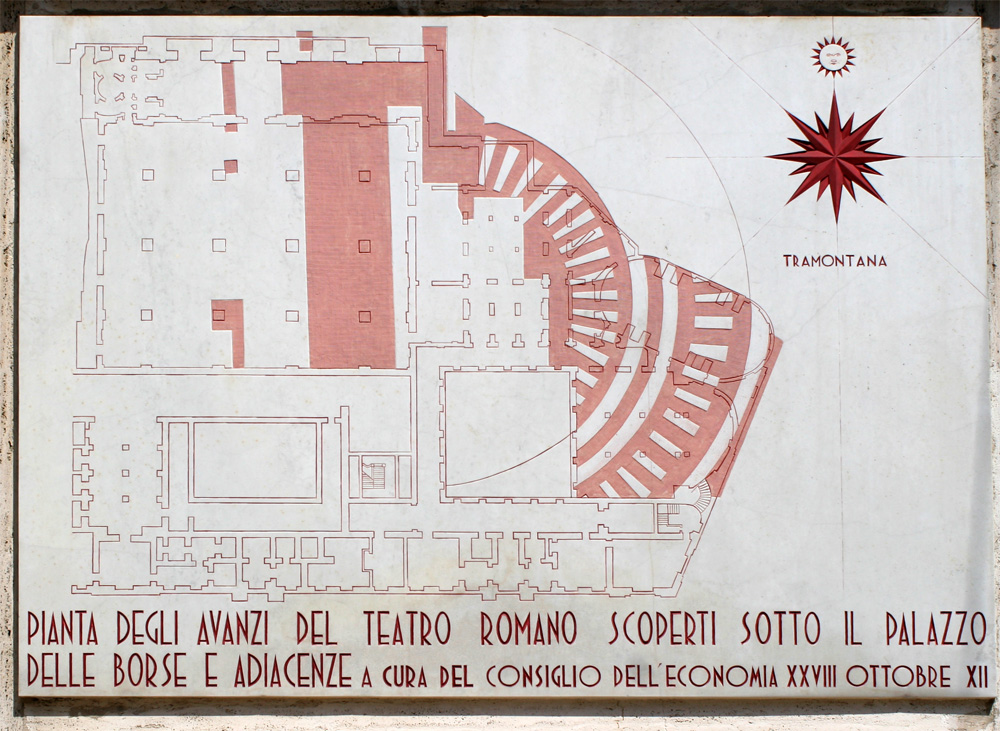
Plan du théâtre romain de Milan (it)
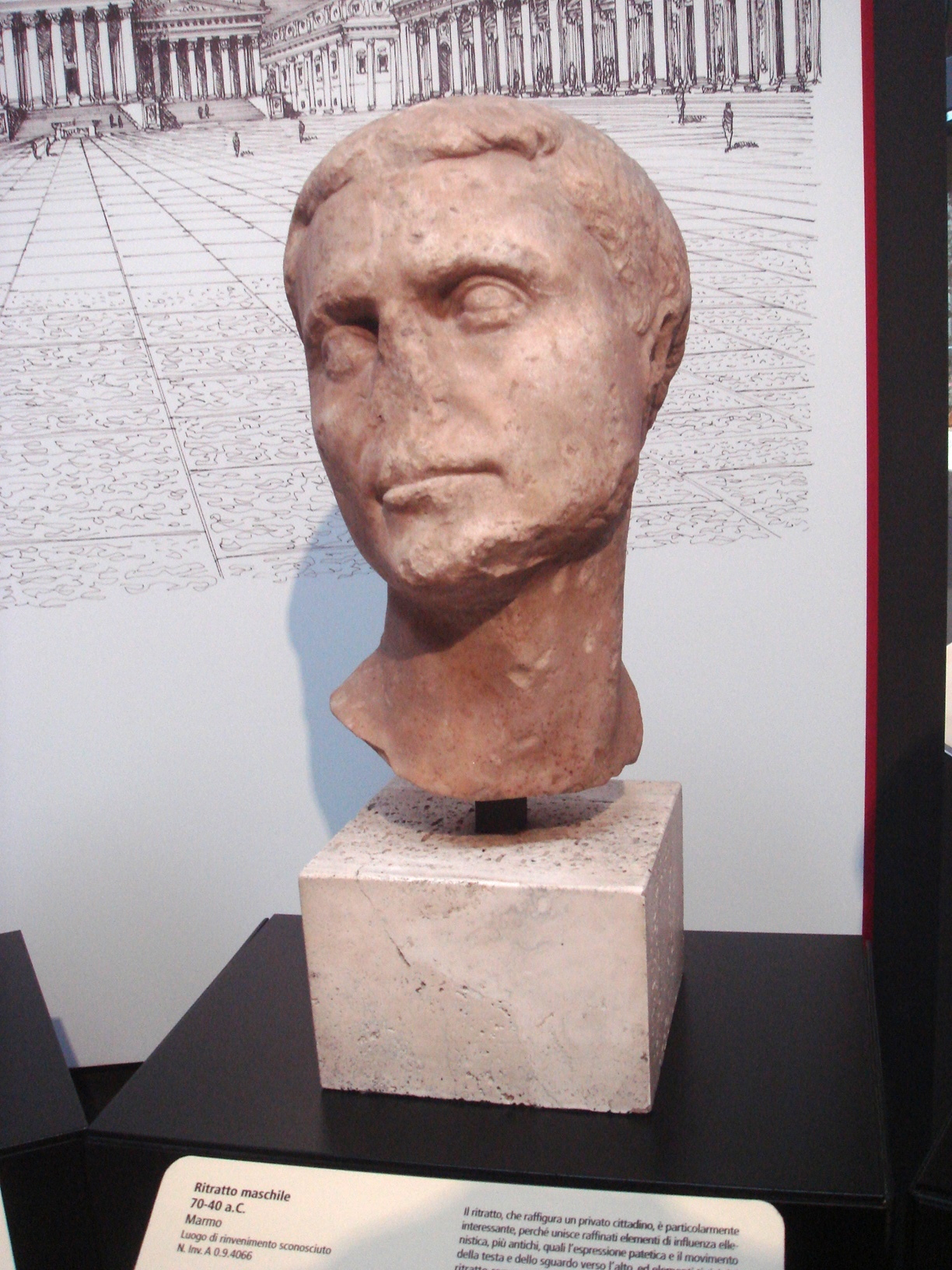
Portrait romain non identifié (entre 70 et 40 av. J.-C.)

#### Époque du Haut-Empire

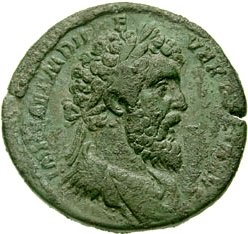
Dupondius représentant Didius Julianus, empereur romain natif de Mediolanum.

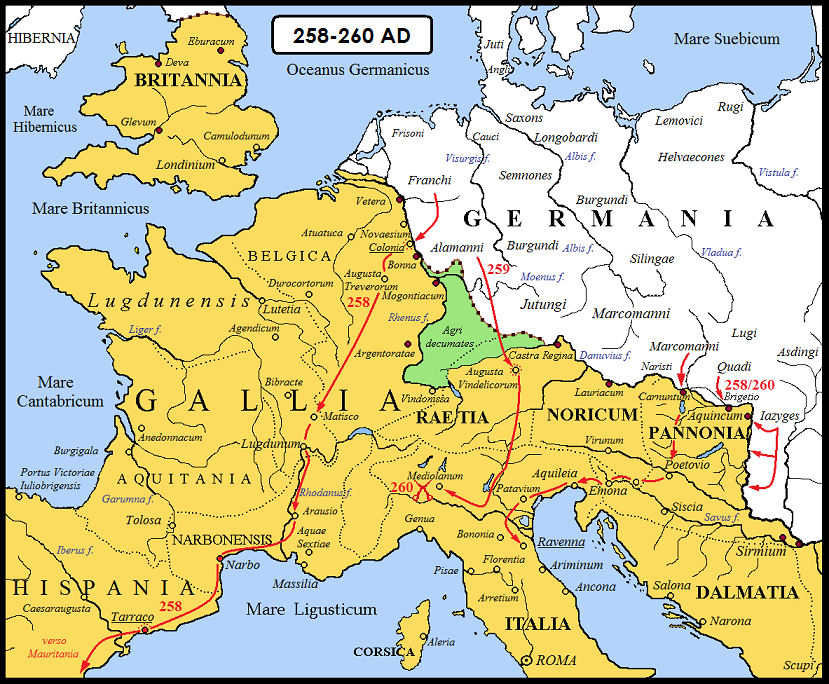
L'invasion des Alamans en 259-260 atteint la cité de Mediolanum, où l'empereur Gallien réussit à les arrêter.

À l'époque de l'Empire, l'importance politique, économique et stratégico-militaire de la cité croît du fait de sa proximité avec les frontières impériales (it) de Rhétie et de Norique, comme le raconte Tacite en 69. Vers la fin du IIe siècle, la cité devient une colonie impériale,,, où naissent l'Empereur Didius Julianus,, rival de Septime Sévère au cours de la guerre civile de la fin du IIe siècle, mais aussi Geta, le fils de son rival et très probablement Carus.
Au cours du siècle suivant, les régulières invasions barbares (it) mettent en évidence sa qualité d'avant-poste de défense. Les Alamans, qui ont franchi le limes rhétique par le col du Brenner, poussent jusqu'en Italie où ils sont interceptés et défaits par les armées de Gallien au pied des murs de la cité. Selon Jean Zonaras, il s'agissait d'une horde de 300 000 Alamans, et c'est à cette occasion qu'est ouvert pour la première fois un atelier monétaire dans l'antique Mediolanum, à l'appui évident des campagnes militaires.
À la suite de cette victoire, Gallien, se rendant compte de l'impossibilité de protéger simultanément toutes les provinces de l'Empire le long d'une ligne statique d'hommes positionnés près de la frontière, décide, autour des années 264-268, de constituer une « réserve stratégique » centrale, formée principalement d'unités de cavalerie lourde (les promoti, parmi lesquels se distinguent les equites Dalmatae, les equites Mauri, et Osroeni), plus rapides dans les déplacements que l'infanterie de la légion et possédant une plus grande force de choc que les troupes auxiliaires. Il positionne cette unité à Mediolanum, base idéale pour la nouvelle force d'intervention rapide, point stratégique équidistant de Rome (it) et des proches frontières septentrionales de Rhétie et de Norique. L'initiative est en outre nécessitée par la perte des champs Décumates entre le Rhin et le Danube, qui a conduit les Germains à se rapprocher de la péninsule italienne, centre du pouvoir impérial,.
Gallien est encore contraint de retourner en Italie pour assiéger, à Mediolanum en 267-268, l'usurpateur Auréolus qui, laissé sur place avec la cavalerie afin de veiller sur Postume, empereur des Gaules, avait tenté de se faire élire Auguste,. On raconte que durant le siège, Gallien, sorti de sa tente, fut assassiné traîtreusement par le commandant de la cavalerie dalmate, Cecropio. Son successeur, Claude II le Gothique, n'aurait pas été étranger à la conspiration, bien que les historiens affirment que Gallien serait mort à la suite d'une mauvaise blessure reçue durant le siège. Parmi les organisateurs se serait aussi trouvé son préfet du prétoire, Aurelius Heraclianus. Quelques années plus tard, l'empereur Aurélien doit affronter une nouvelle invasion (it) de la part du peuple germanique des Marcomans, qui avaient dévasté les territoires autour de Mediolanum en 271, réussissant à les vaincre et à les repousser au-delà de la frontière (it). Au terme de la restructuration de ce tronçon du limes (it), il fait de Mediolanum le chef-lieu de la province d'Aemilia et Liguria et le siège d'un office impérial préposé à veiller sur le front occidental, Aquilée étant chargée du front oriental.

##### Archéologie de laMediolanumdu Haut-Empire
Milan se dote d'édifices splendides parmi lesquels un grand forum (it) de plan rectangulaire, un vaste amphithéâtre elliptique dont les dimensions de 155 mètres sur 125 le classent au troisième rang après le Colisée et l'amphithéâtre de Capoue et dont le nombre de spectateurs varie selon les estimations modernes entre 20 000 et 35 000. Son habitat s'étend bien au-delà des murs (it), occupant à peu près la superficie située dans l'actuelle ceinture intérieure des canaux. Le canal Vettabbia, alimenté par le Seveso et la Mollia est construit au Ier siècle et s'ouvre, à hauteur de l'actuelle piazza Vetra-Basilique Sant'Eustorgio, sur un petit port fluvial, large de 7 mètres et profond d'1,5 mètre, dans lequel les archéologues modernes ont trouvé une décharge de l'antiquité qui leur a permis de reconstituer la vie quotidienne de la Mediolanum imperiale.

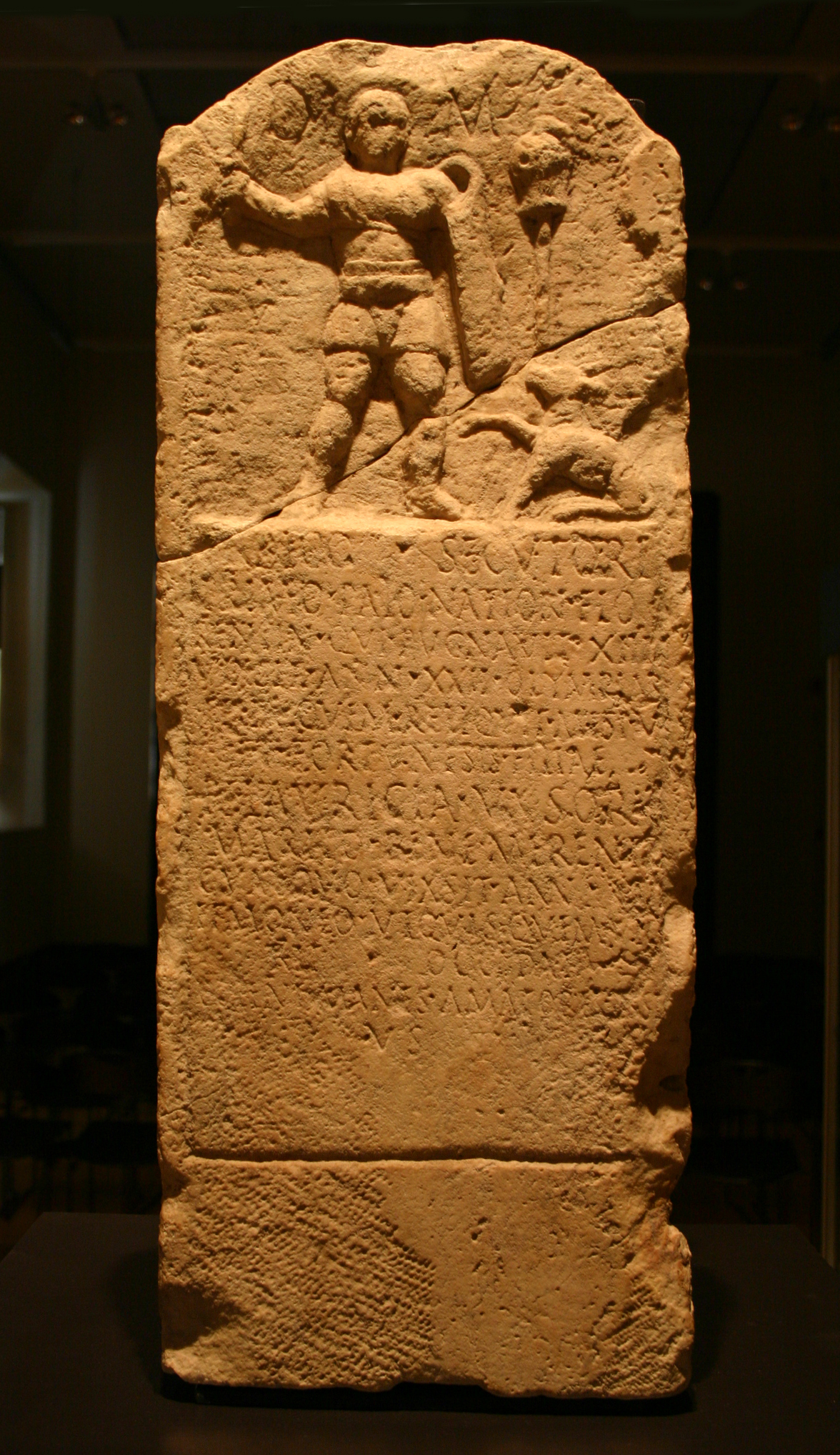
Stèle funéraire du gladiateur Urbicus, mort à 22 ans après 13 combats (IIIe siècle)
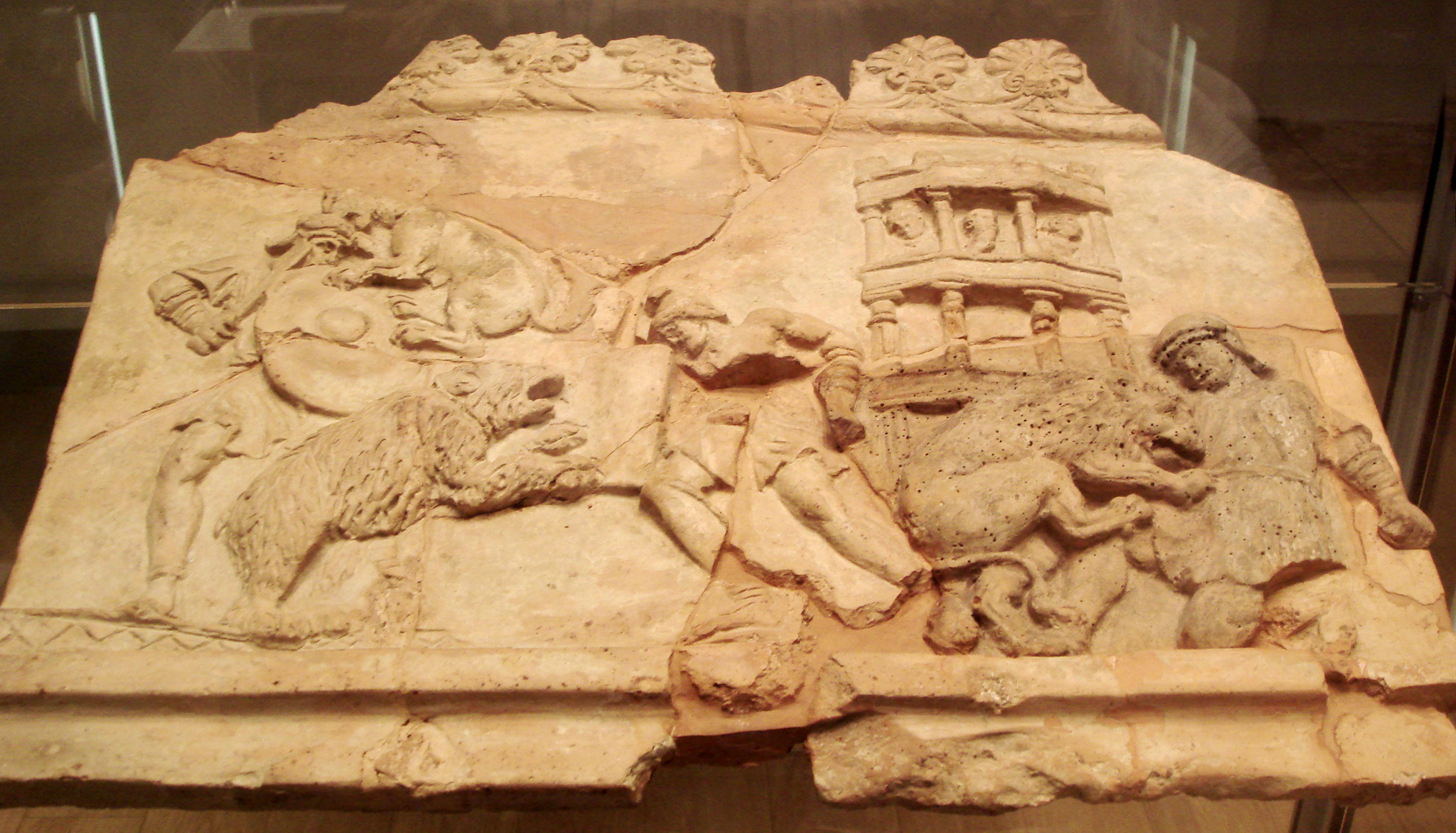
Tablette de terre cuite (Ier siècle) montrant une scène de venationes (Antiquarium de Milan)
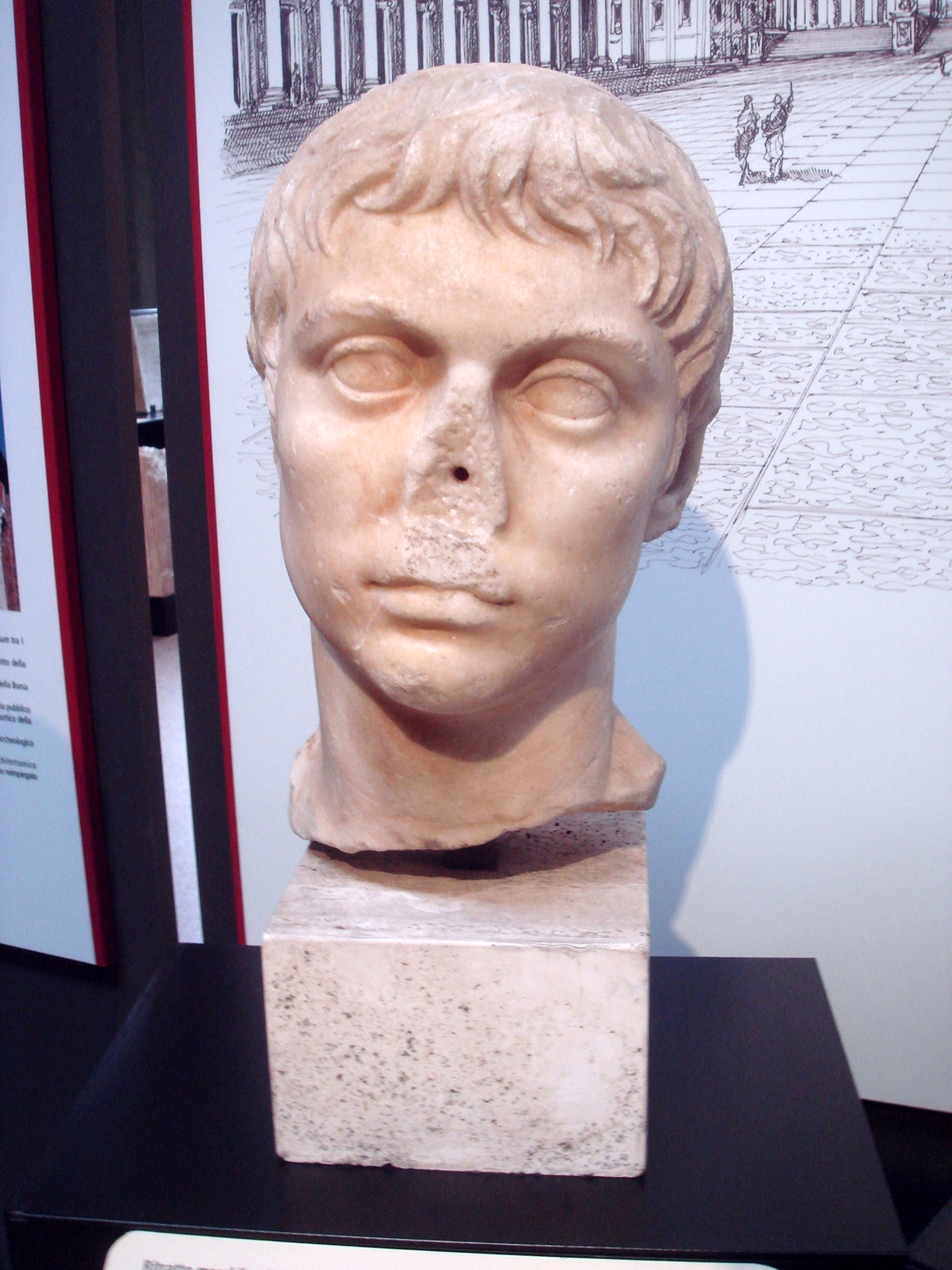
Buste d'un membre de la dynastie des Julio-Claudiens (Musée archéologique de Milan)
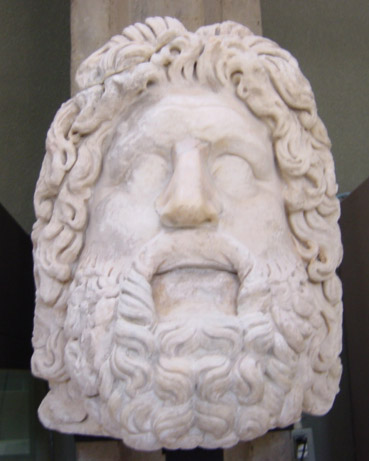
Tête de Zeus (fin du Ier début du IIe siècle) retrouvée près de la Porta Giovia
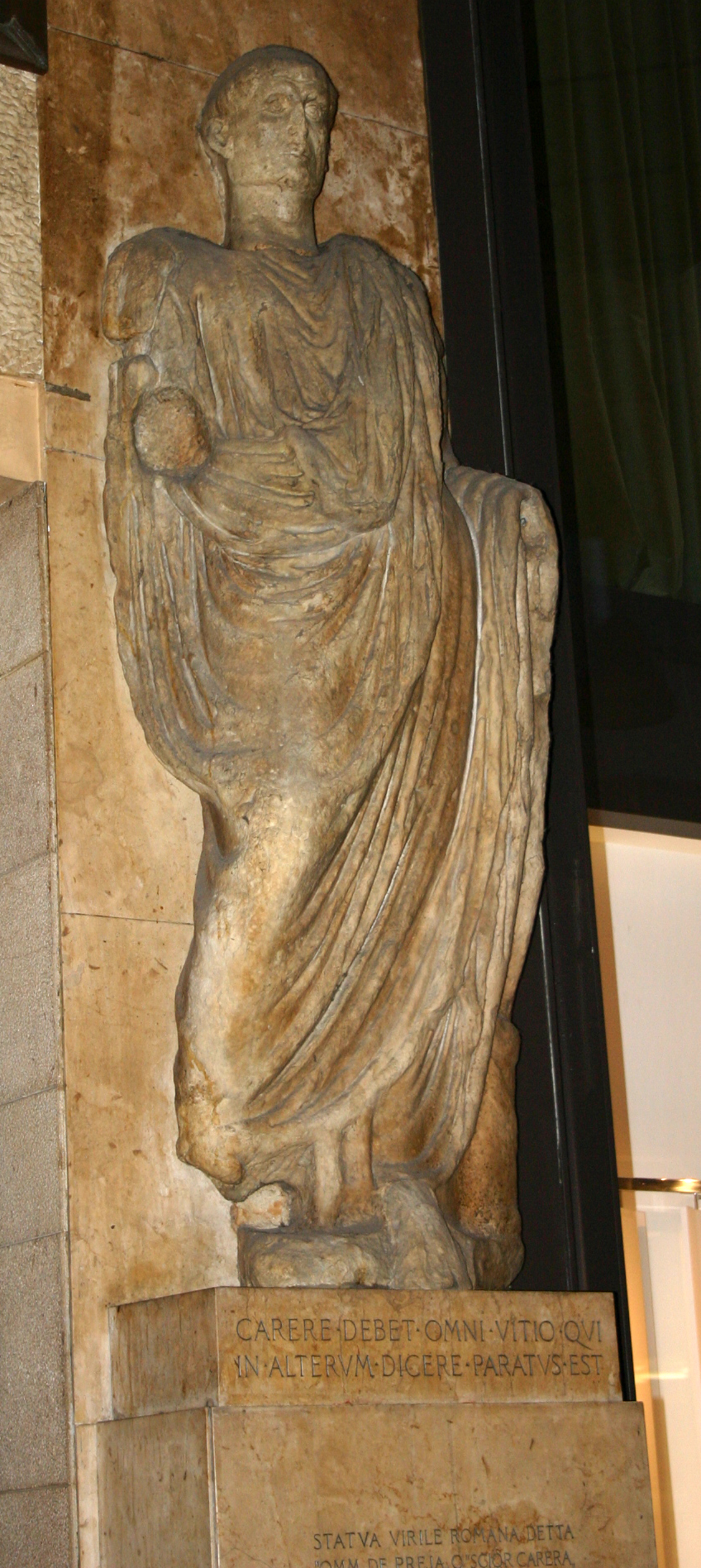
Sculpture romaine d'époque impériale dite Scior Carera (it) exposée sous les portiques du corso Vittorio Emanuele (it)

#### Époque de l'antiquité tardive

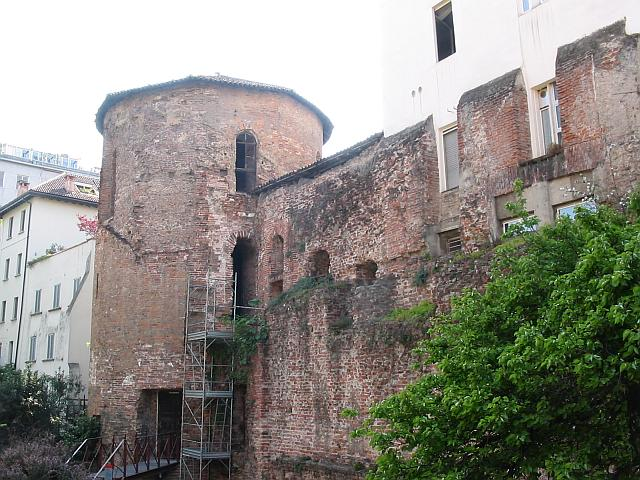
Murs de l'époque du Bas-Empire, construits durant la tétrarchie par l'empereur Maximien.

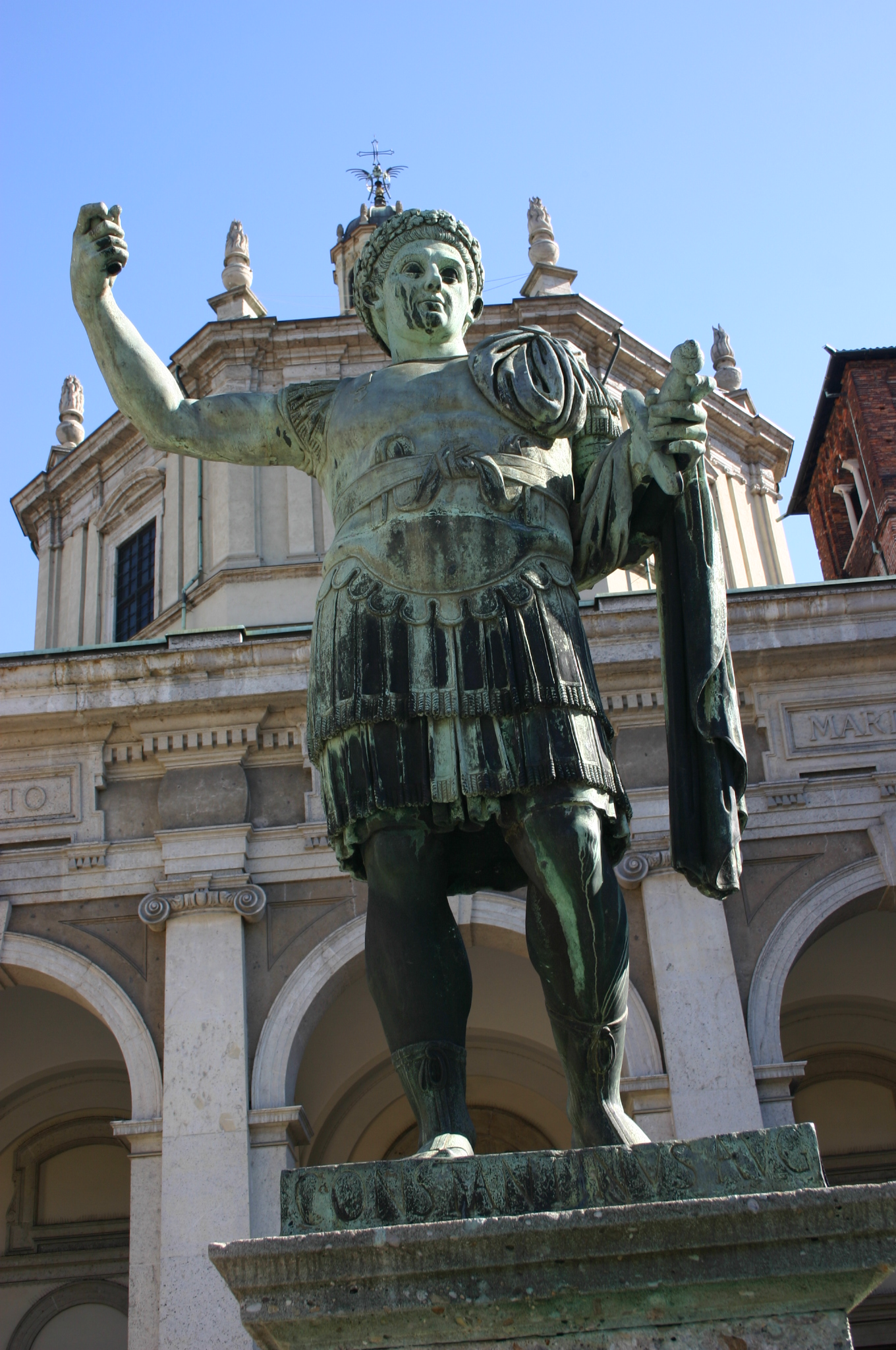
Statue de Constantin près des colonnes et de la basilique Saint-Laurent.

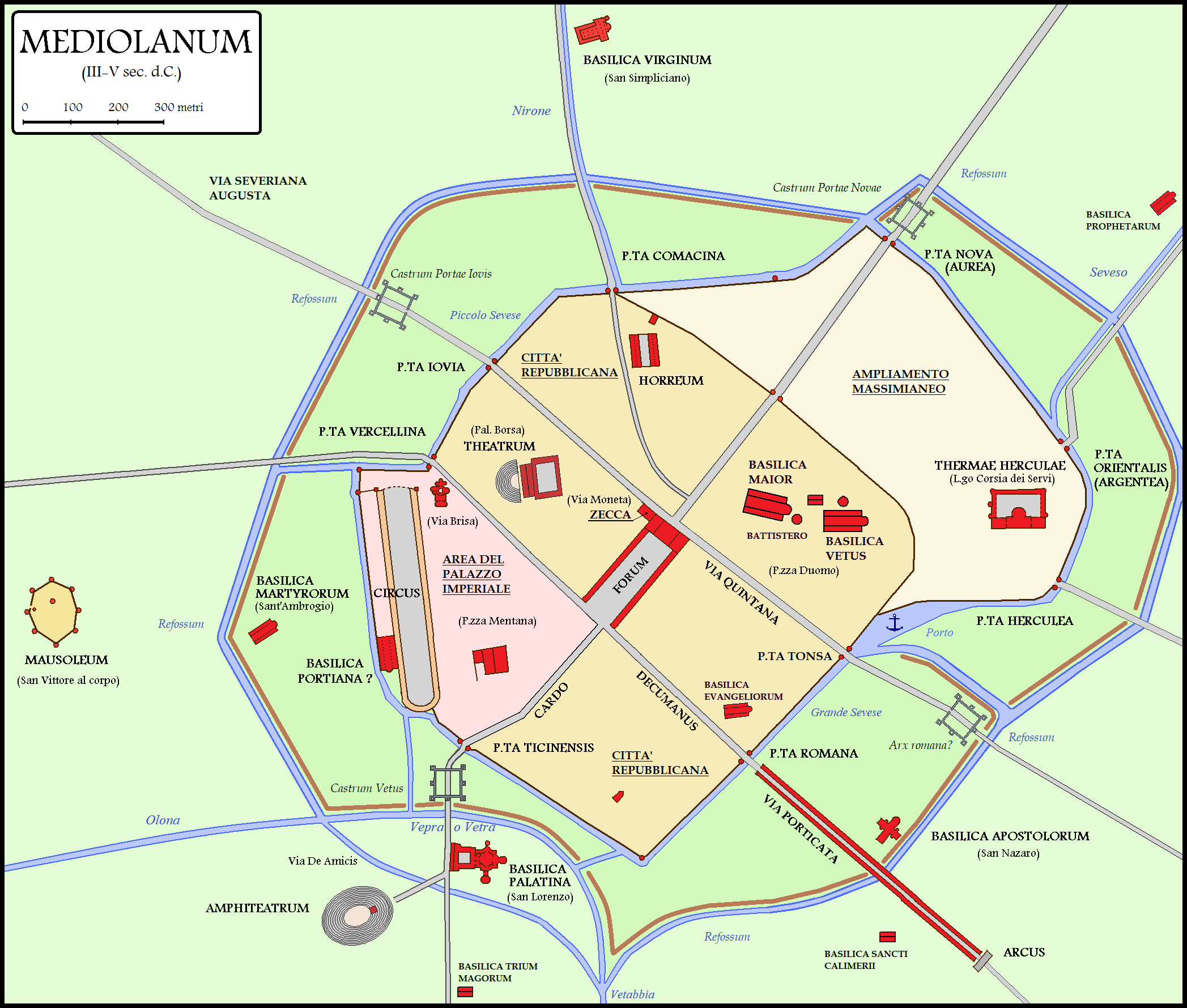
Carte de la Milan romaine (Mediolanum,) : les murs et les portes, le forum, le théâtre, l'amphithéâtre, le cirque, le palais impérial, la Monnaie, les, le mausolée impérial et les basiliques paléochrétiennes.

Lorsque Dioclétien décide de diviser l'Empire en deux, il choisit pour lui l'Orient et Mediolanum devient capitale et résidence de son co-empereur Maximien. Les deux empereurs entrent triomphalement dans la ville sur un char, Dioclétien se réservant l'appellation de Iovius et Maximien celle d'Herculius. Au cours de l'hiver 290-291 les deux Auguste se rencontrent à nouveau à Mediolanum. À partir de ce moment, la cour de l'Empire romain d'Occident réside en permanence dans sa capitale.
Après l'abdication de Maximien, le même jour que Dioclétien (306), débute une série de guerres de succession (it) au cours desquelles nombre de prétendants résident à Mediolanum : Sévère, qui prépare en 307 l'expédition contre Maxence, lui-même en lutte contre Constantin, et enfin Constantin qui, après sa victoire contre Maxence, conclut en 313 à Mediolanum une alliance avec Licinius, renforcée par le mariage de ce dernier avec la sœur de Constantin, Flavia Julia Constantia,,,,,,,.
En 313 à Milan, Constantin s'accorde avec Licinius pour autoriser, par l'édit de Milan, la pratique du culte chrétien dont les prémices remontent au IIe siècle. Constantin séjourne encore brièvement à plusieurs périodes dans la ville en octobre 315 (pour s'occuper de la question du donatisme) et en 326 (avant de se rendre à Rome (it) pour les vicennalia). Au cours de cette même période, l'Italie du nord de l'Arno est soumise à un préfet de l'annone (dont le rôle est d'approvisionner la cour impériale, les milices civiles et l'armée) qui pouvait assurer depuis l'arrière le soutien du proche limes danubien (it). Lors de son pèlerinage vers Jerusalem l'anonyme de Bordeaux s'y arrête en 333 et à son retour en 334.
De 340 à 348, le troisième héritier de Constantin, Constant Ier, séjourne plusieurs fois dans la métropole lombarde comme en 342-343 où il reçoit l'évêque Athanase d'Alexandrie. En 352, Constance II, après avoir chassé Magnence d'Aquilée et l'avoir forcé à retourner en Gaule, se rend à Mediolanum où il abroge par un édit les décisions du « tyran ». Il passe d'autres périodes de sa vie dans la cité, comme lors de l'hiver 352-353 où il épouse Eusébie, en 354, de retour d'une victorieuse campagne contre les Alamans, ou en 355, lorsqu'il décide de transférer sa capitale loin de la Gaule. En 355 le César Flavius Claudius Julianus et Hélène se marient à Mediolanum,,,, et un important synode (it) se tient en 355 (réédité en 390). Constance retourne souvent à Mediolanum jusqu'au printemps 357, avant de quitter définitivement la cité.
En 364-365, Valentinien Ier (Augustus senior) choisit une nouvelle fois Mediolanum comme capitale (où il demeure encore en 368 et 374), et laisse son frère Valens (Augustus iunior) continuer à considérer Constantinople comme sa résidence et comme capitale impériale d'Orient. Le 7 décembre 374, Ambroise devient évêque de la cité et cultive son amitié avec l'Empereur Gratien qui séjourne souvent à Mediolanum à partir de 379, année de l'édit en faveur d'Ambroise par lequel il abolit les précédentes dispositions de tolérance envers les hérésies, jusqu'à l'exécution en 383 à Lugdunum de l'usurpateur Magnus Maximus. Après lui, séjournent à Mediolanum l'empereur Valentinien II (de 383 à 387), Magnus Maximus (en 387) et Théodose Ier, qui, après avoir battu Maximus en 388, fixe la résidence impériale jusqu'en 392 à Milan où il retourne après avoir battu un nouvel usurpateur, Flavius Eugenius, en septembre 394 et où il meurt le 17 janvier 395, Ambroise prononçant son éloge funèbre.

Voici ce que nous dit Ausone de la Mediolanum de 380-390 : 

« À Mediolanum toute chose est digne d'admiration, il y a de grandes richesses et de nombreuses maisons nobles. La population est d'une grande habileté, éloquente et affable. La ville a grandi et s'est entourée d'un double anneau de murs (it). Il y a un cirque, où le peuple profite des spectacles, un théâtre (it) avec des gradins rayonnants, des temples, la forteresse du palais impérial,, la Monnaie (it), le quartier qui porte le nom des termes herculéens (it). Les cours à colonnades sont ornées de statues de marbre, les murs sont entourés d'une ceinture de digues fortifiées. Les constructions sont plus imposantes les unes que les autres, comme si elles jouaient de rivalité, et même la proximité de Rome n'en diminue pas la grandeur. »

— Ausone, Ordo urbium nobilium, VII.
Durant la période pendant laquelle Ambroise est évêque et Théodose empereur, Mediolanum devient le centre le plus influent de l'Église d'Occident (it). Augustin d'Hippone se convertit au christianisme en 386 et reçoit le baptême d'Ambroise. Le milanais Flavius Mallius Theodorus devient préfet du prétoire d'Italie dans les années 397-399, exerçant son pouvoir depuis Mediolanum-Aquileia. En 397 il obtient de l'Empereur Flavius Honorius que soient célébrées à Mediolanum, et non à Rome (it), les fêtes solennelles de son quatrième consulat. Devenu consul ordinaire en 399, il célèbre cet événement dans sa Mediolanum avec jeux et spectacles. En 402 le général de l'Empire romain d'Occident, Stilicon, se précipite de la province voisine de Rhétie et réussit à libérer Mediolanum du siège des Wisigoths d'Alaric qui avaient saccagé et dévasté une partie de la plaine du Pô. Le roi germanique, contraint de se déplacer vers l'ouest est encore une fois battu par le général romain près de Pollentia le 6 avril 402. Six ans plus tard, en 408, l'Empereur Flavius Honorius fait une brève apparition à Mediolanum. En 452, les hordes de Huns d'Attila assiègent et pillent la ville sans toutefois l'incendier.

##### Archéologie de laMediolanumdu Bas-Empire

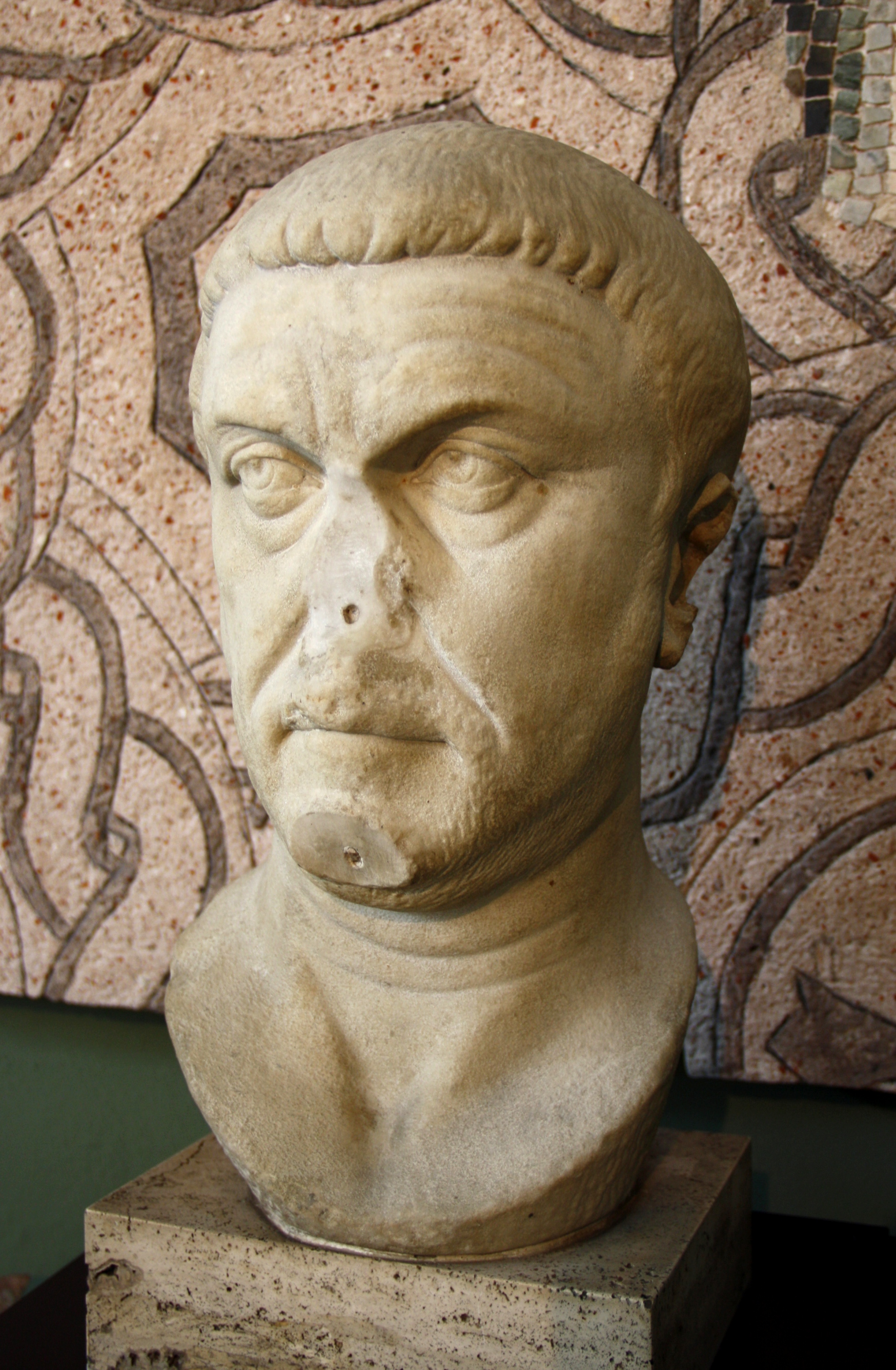
Buste de Maximien Hercule (vers 300, musée archéologique de Milan.

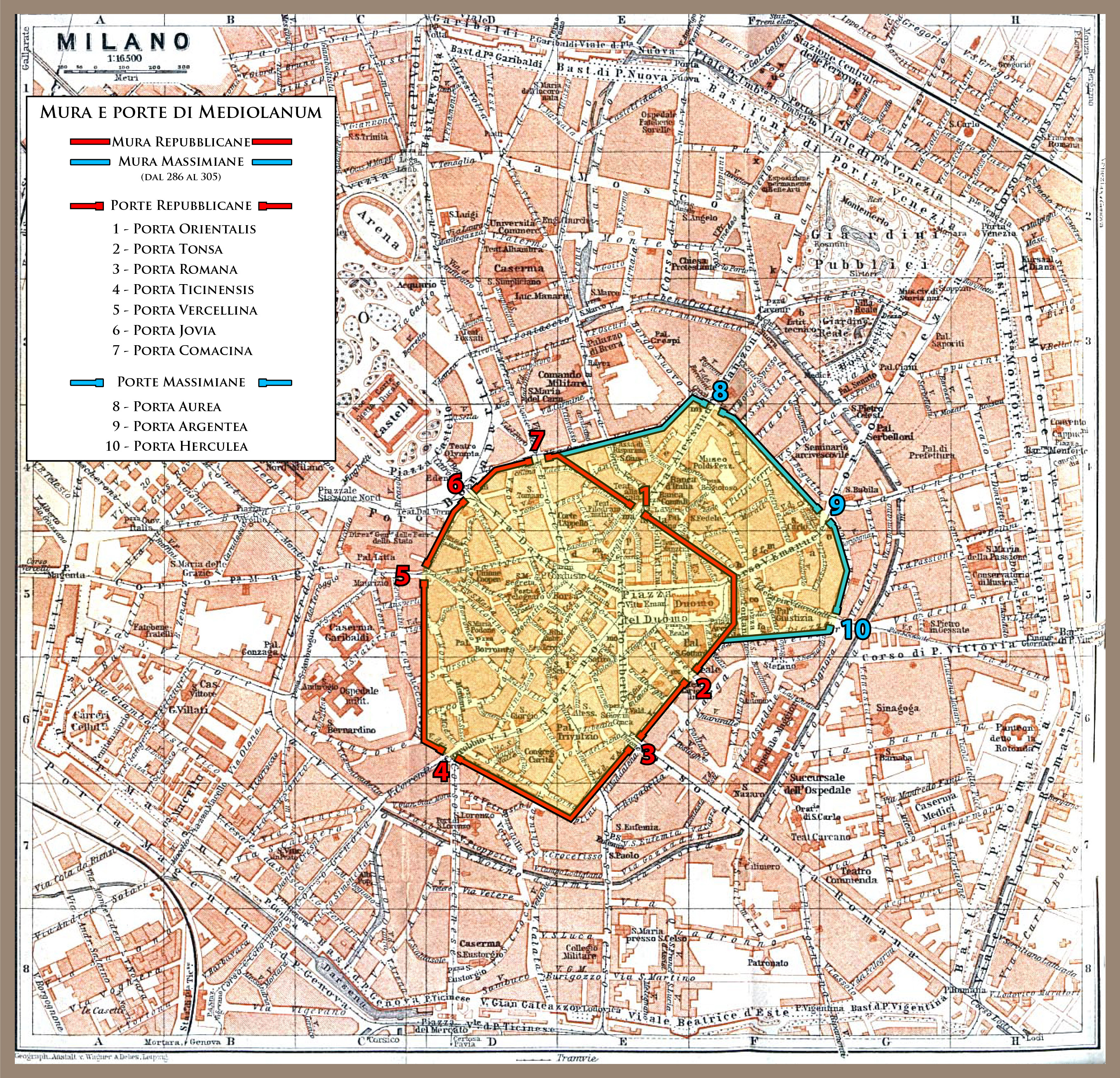
Tracé de l'enceinte de Mediolanum (périodes républicaine et de Maximien).

Maximien embellit la cité de divers monuments. Une partie considérable de la ville est réservée aux palais impériaux, résidence de l'Empereur et de la cour, comprenant bâtiments d’apparat et bâtiments administratifs. Cette zone occupe la partie de la ville comprise entre un cirque et un forum (it). Comme d'habitude les palais ont un accès direct au cirque permettant à l'empereur de s'y rendre sans sortir dans la rue. À partir de 286, Maximien fait construire sa résidence impériale, un nouveau complexe thermal (it) (duquel proviendraient les seize colonnes de Saint-Laurent), et un grand cirque de 450 mètres sur 85 avec une partie monumentale au nord. L'une des tours de cette partie a été transformée en clocher et existe encore (clocher de San Maurizio Maggiore).
Il construit ensuite une seconde enceinte (it) d'environ quatre kilomètres et demi, enrichie de nombreuses tours, courant le long de l'actuel Fort Bonaparte (la dénomination de l'actuelle église San Giovanni sul Muro (it) indique que l'édifice reposait sur le mur d'enceinte), où s'ouvrait la Porta Vercellina (it). Elle contournait ensuite le cirque en descendant par le sud, se repliait vers l'est en passant par l'actuel Carrobbio (it), continuait jusqu'aux environs de la piazza Missori (où se trouvait la Porta Romana (it)) remontait jusqu'à la Porta Agentia (en direction de Bergame, près de l'actuelle San Babila) puis se rabattait encore vers le nord pour rejoindre la Porta Nuova (it) (au fond de l'actuel Corso Venezia (it), nommée également Porta Erculea en l'honneur de Maximien). Elle tournait vers l'ouest en direction du Fort Bonaparte touchant la Porta Comasina (it) (en direction de Côme et du Lario) à la Porta Giovia (it) (nommée en l'honneur de Dioclétien). Les murs étaient doublés par un fossé extérieur, placé à une certaine distance et traversé par un pont débouchant des portes surmontées de tours.
Il fait construire son mausolée (it), identique à celui de Dioclétien à Split, et dont les restes sont intégrés dans la construction de la chapelle San Gregorio à San Vittore al corpo. Son tombeau, en porphyre égyptien (it), est aujourd'hui dans le baptistère de la cathédrale. Le nouveau centre de la cité, avec le forum (it) et la Monnaie (it), se déplace de quelques centaines de mètres par rapport au centre de la cité gauloise, où se dresse aujourd'hui San Sepolcro (it). En dehors des colonnes de Saint-Laurent ultérieurement transportées ici, il reste peu de traces de ces monuments : les ruines du cirque, les restes des termes herculéens (it) proches de la piazza San Babila (it), entre le corso Vittorio Emanuele (it) et le corso Europa (it), une tour et un bout de mur d'enceinte (it), haut de onze mètres aujourd'hui dans les jardins du musée archéologique, les restes de l'amphithéâtre et différentes pièces, visibles ou enfermés dans les sous-sol, par exemple sous le palais de la Bourse ou sous une trappe à San Vito (it). En revanche, de nombreuses inscriptions de marbre témoignent de l'intense activité des travailleurs, des artisans et des marchands.
Cette complète réorganisation de l'emprise de la ville a également conduit à la construction, à l'époque de l'Empereur Gratien, vers 381, au-delà de la Porta Romana (it), dans le prolongement du decumanus, d'une voie en portique d'une longueur de 600 mètres et d'un arc commémoratif à trois arches datant de 350-375, qui a survécu jusqu'après le siège de 1162 par Frédéric Barberousse, constituant l'accès monumental à la cité en provenance de Rome (it). Il s'agit de constructions datant du milieu du IVe siècle. La route pavée, d'une largeur de neuf mètres, est dotée de portiques latéraux accueillant des boutiques souvent décorées à fresques. Sous les portiques un tout-à-l'égout parallèle à la route reçoit les eaux usées des boutiques. La basilique San Nazaro in Brolo, construite en 382 selon les souhaits d'Ambroise et de Gratien est placée à mi-chemin. La route à portiques est enfin démolie au Ve siècle, probablement à l'occasion du siège de 452 par Attila. Un grand horreum est construit vers la Porta Comasina (it) (aujourd'hui au niveau de la cave d'un immeuble du numéro 4 de la via Bossi) pour stocker l'annona militaris (it), remontant sans doute à l'époque de Gallien ou plus probablement de l'Auguste Maximien. C'est un complexe rectangulaire de 18 mètres sur 68 à quatre nefs délimitées par trois rangées de 16 piliers.

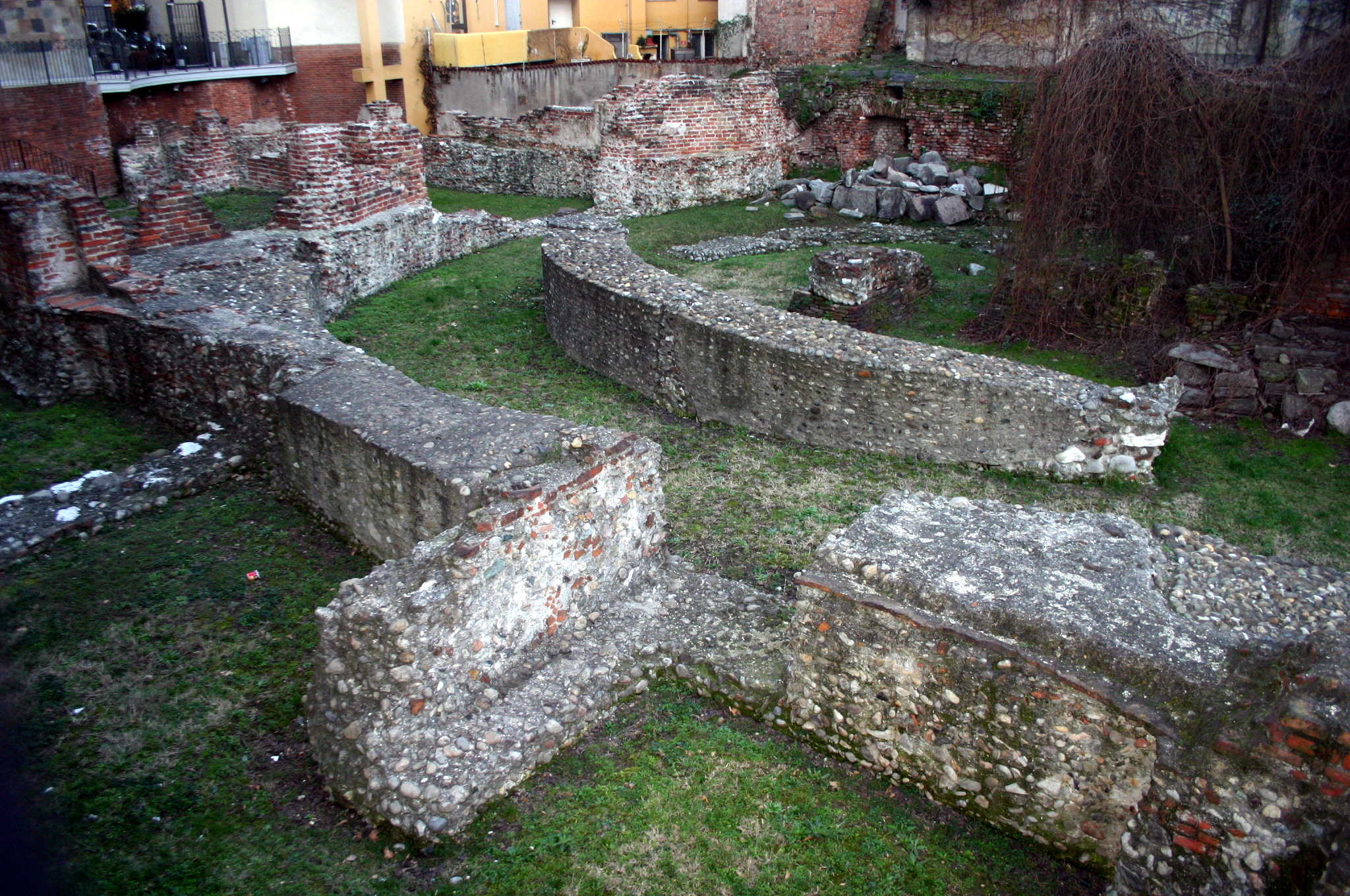
Ruines du palais impérial construit par Maximien
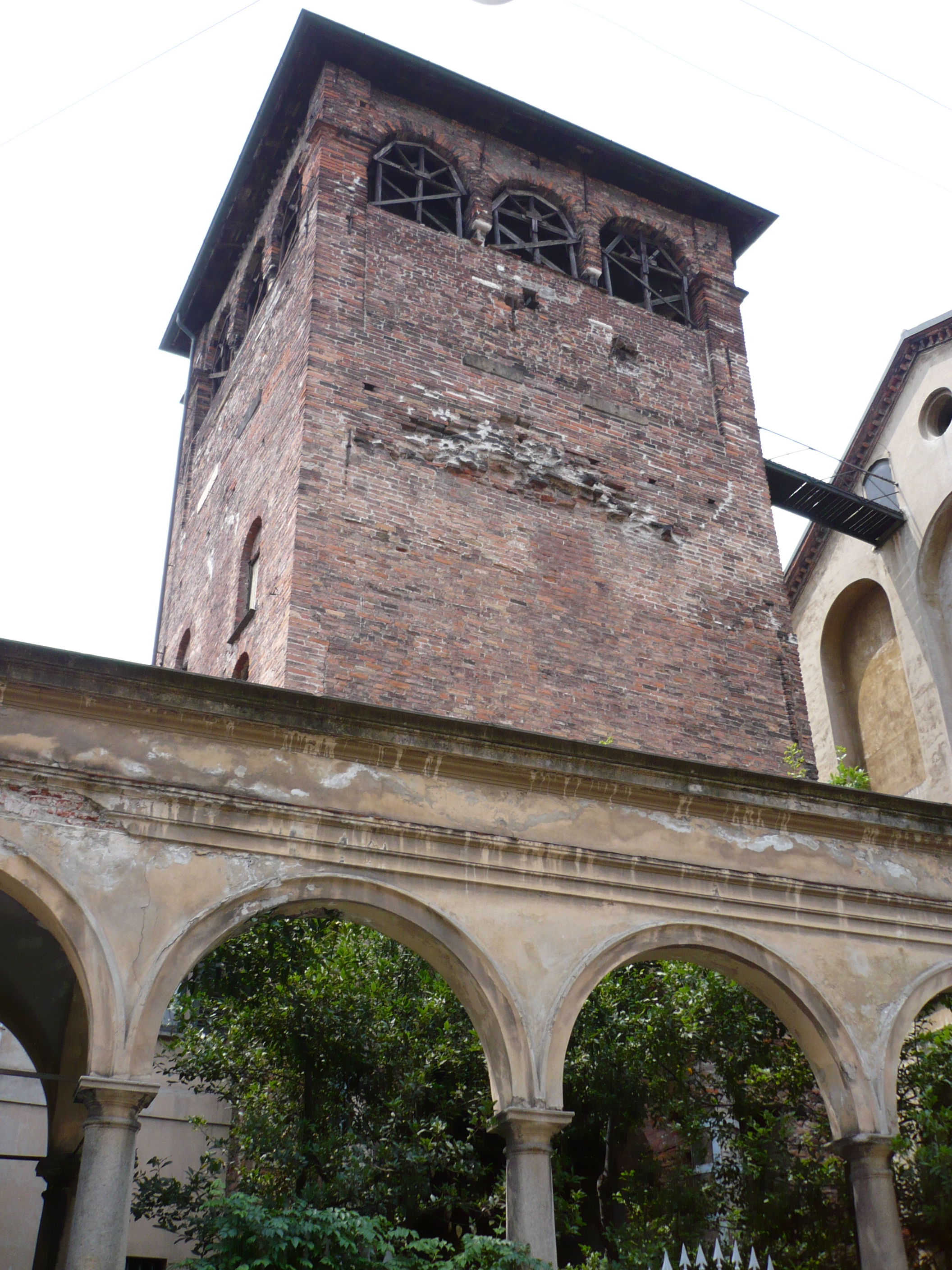
Tour des carceres du cirque, devenue le campanile de l'église San Maurizio al Monastero Maggiore
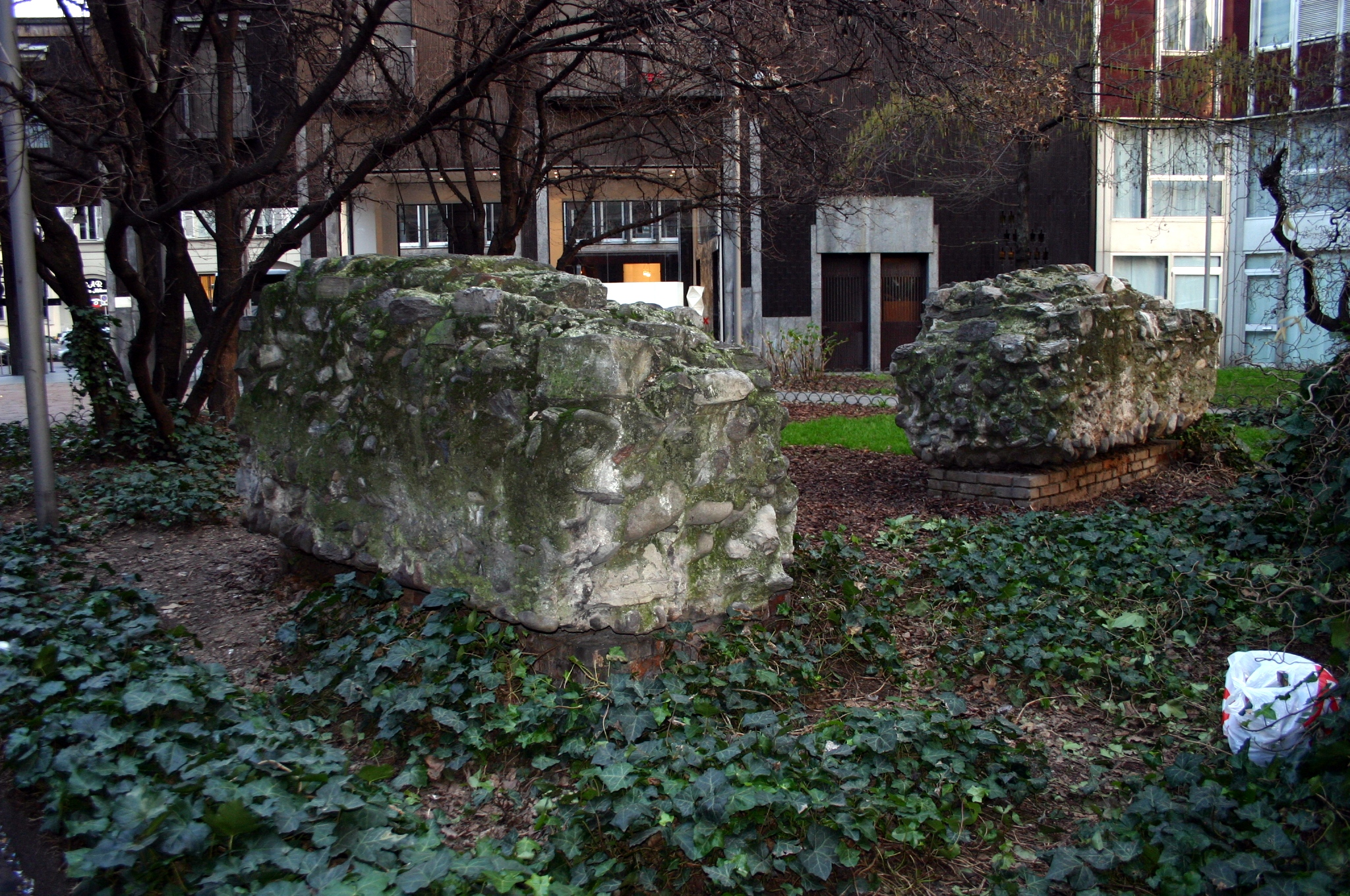
Vestiges des thermes herculéens (it), Largo Corsia dei Servi (it) près de la piazza San Babila (it)
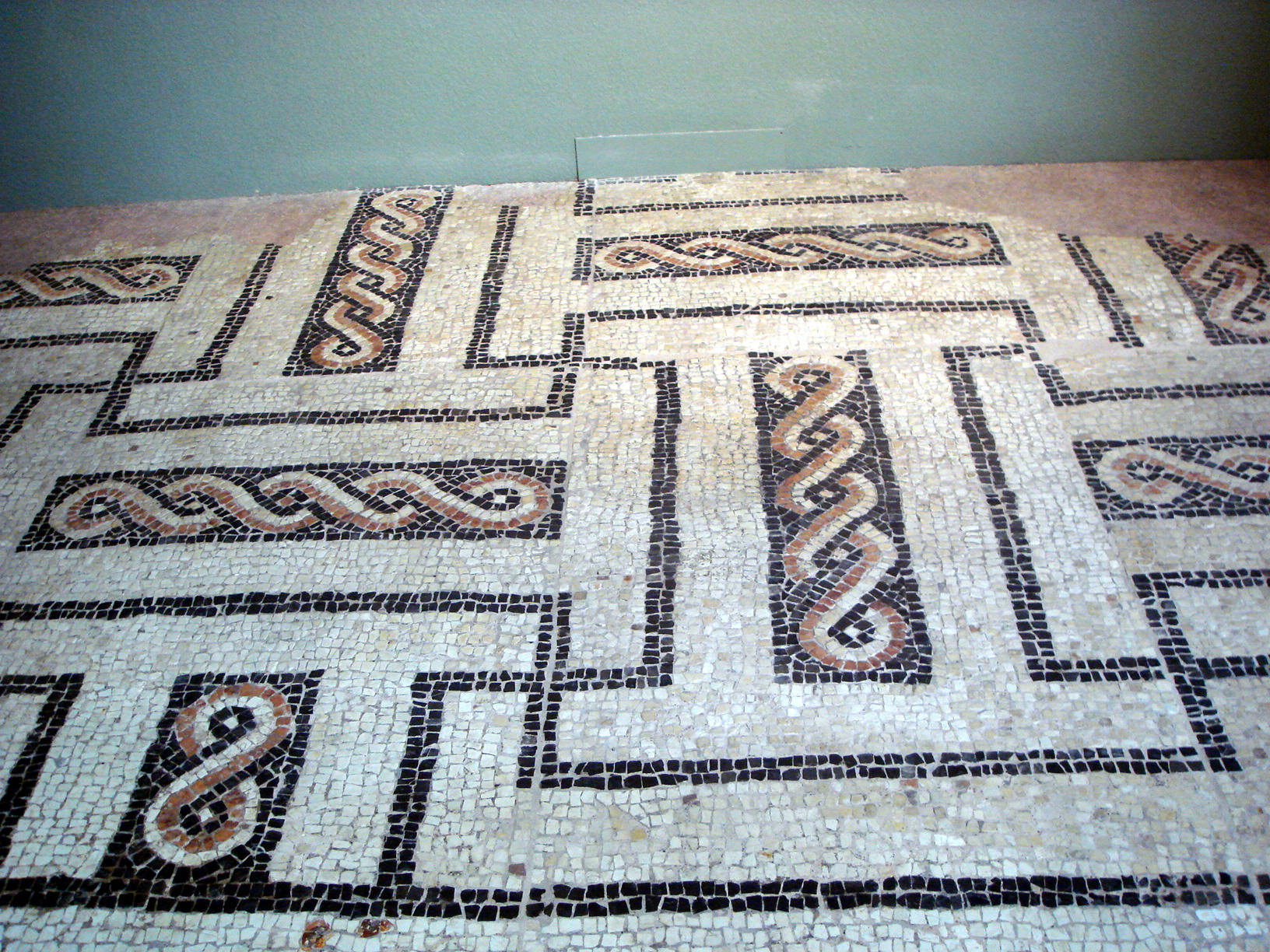
Mosaïque provenant des thermes herculéens (it) (musée archéologique de Milan)
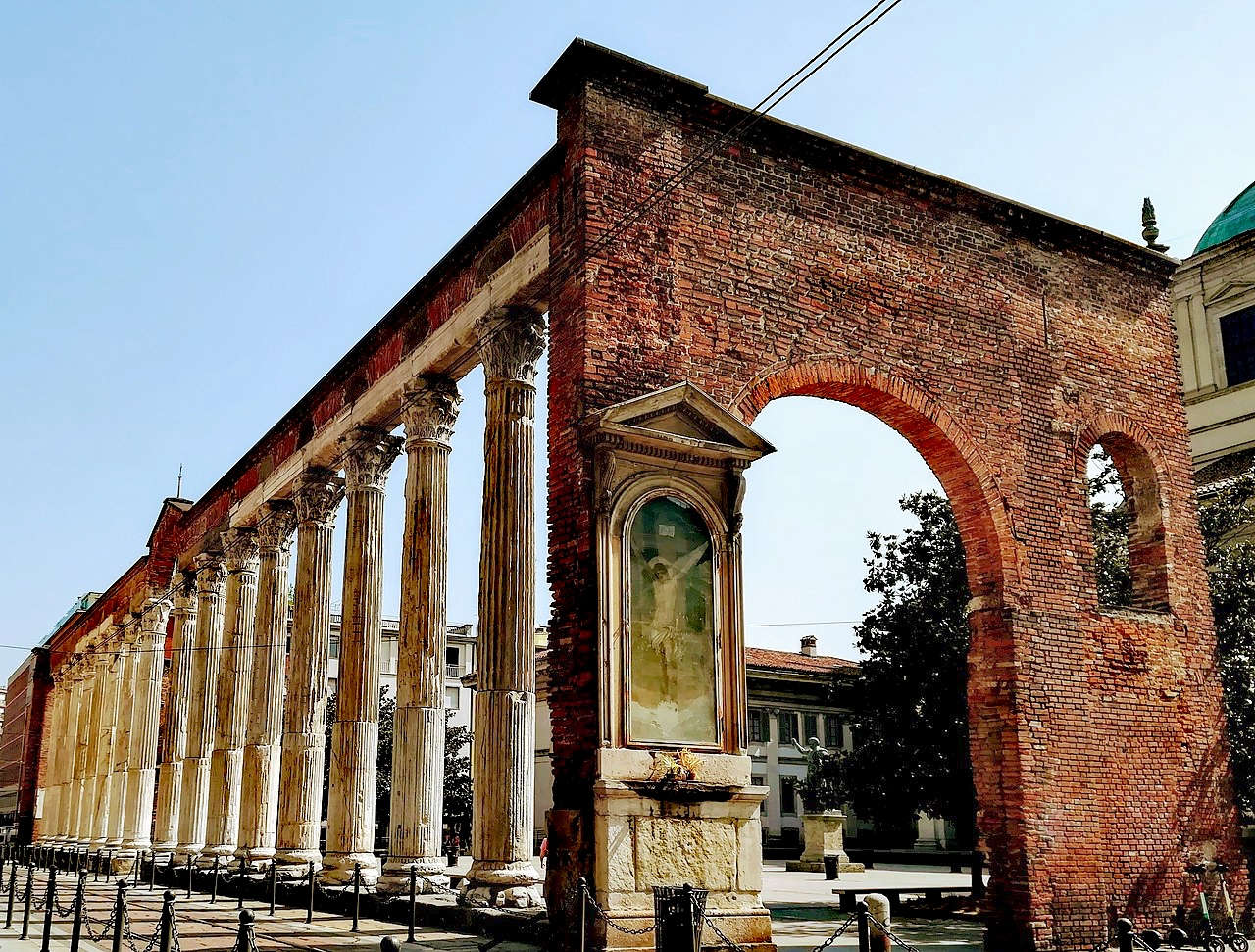
Les colonnes de Saint-Laurent, aujourd'hui en face de la basilique homonyme construite entre 372 et 402, faisaient partie à l'origine des thermes herculéens (it).

##### Archéologie de laMediolanumchrétienne

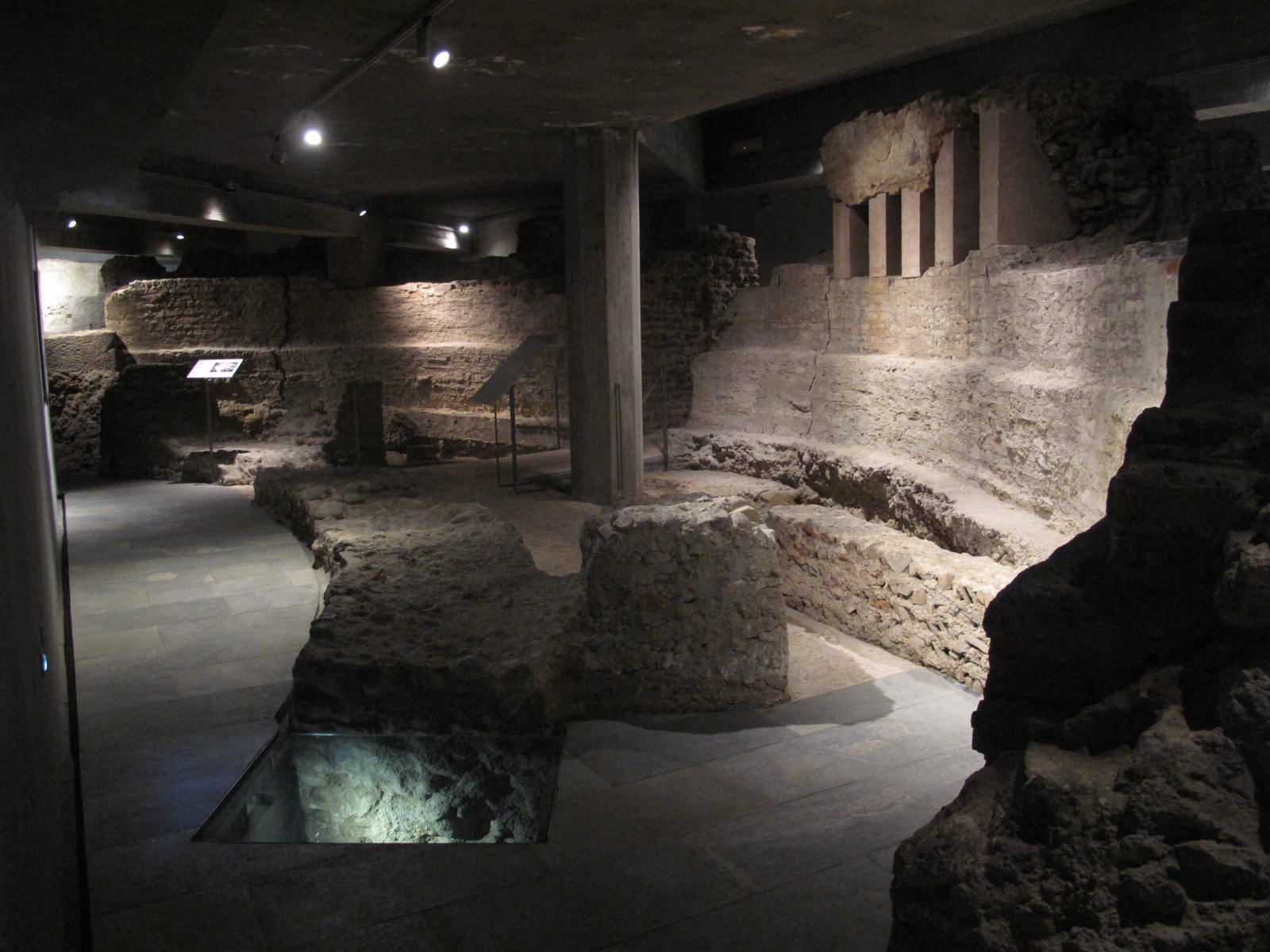
Vestiges de l'abside de la basilique Santa Tecla (343-345).

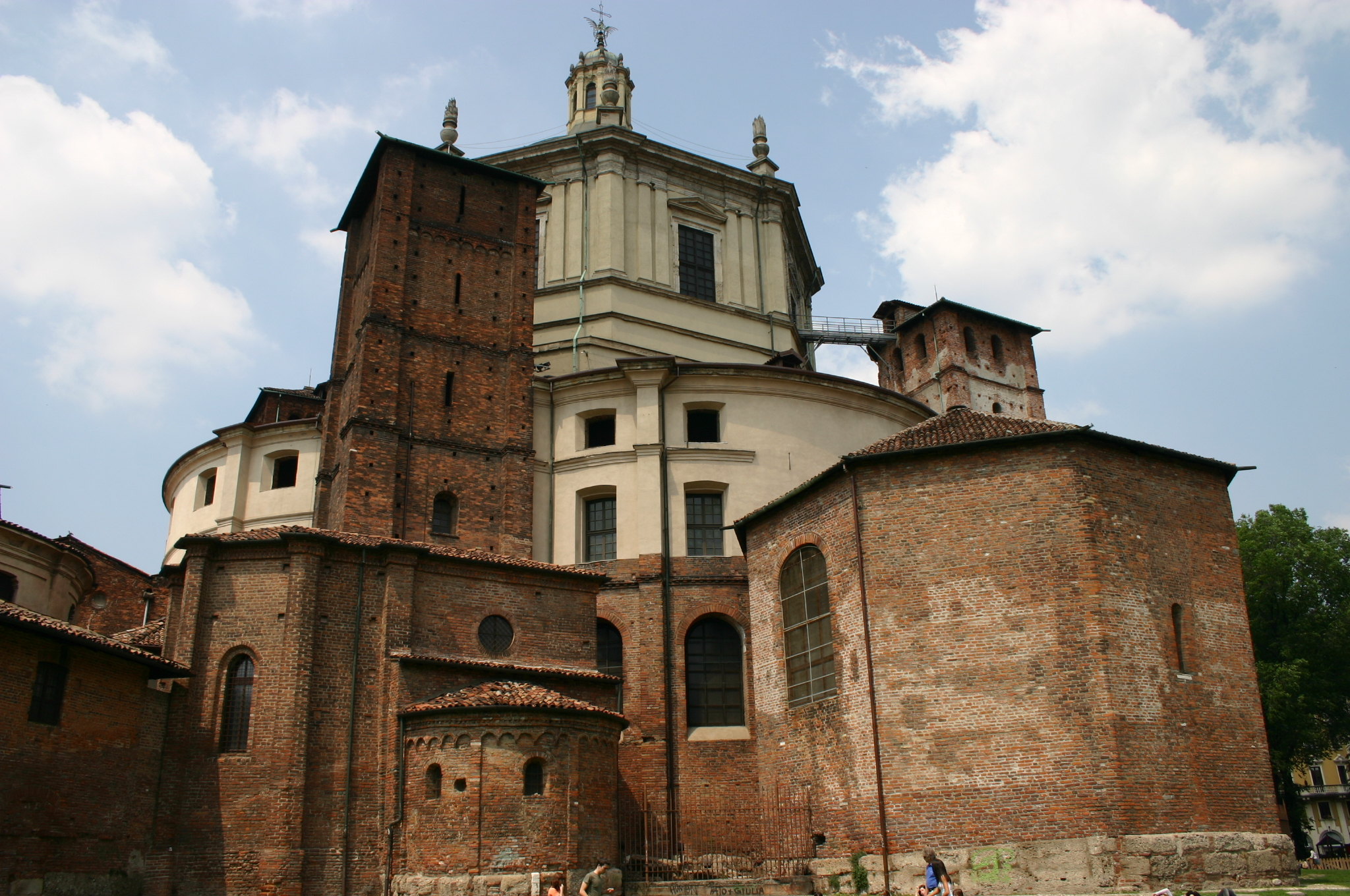
Absides de la basilique Saint-Laurent (364-402).

À Mediolanum, la construction de grandes basiliques chrétiennes (it) se produit surtout lorsqu'Ambroise devient évêque de la ville, bien que l'édit de Milan de 313 marque le début de transformations profondes et radicales. L'encouragement de la pratique du culte chrétien s'accompagne de la destruction méthodique des monuments déconsidérés par les autorités chrétiennes. Des pierres provenant de l'amphithéâtre romain sont trouvées dans la base sur laquelle est construite la basilique Saint-Laurent entre la fin du IVe et le début du Ve siècle. Cet emploi est expliqué par la présence de cours d'eau autour de la zone de construction et la difficulté de récupérer de grandes pierres, Mediolanum se trouvant dans une plaine argileuse. Le positionnement des fameuses colonnes du IIIe siècle devant la cour démontre que l'édification des grandes basiliques de l'époque impériale se fait souvent aux dépens des édifices païens. À partir du IVe siècle, la liturgie eucharistique mediolanensis (juridiction métropolitaine dont la compétence s'étend sur les régions augustéennes (it) Aemilia et Liguria et sur les Alpes occidentales) et celle d'Aquileia (juridiction de Venetia et Histria), sont de plus en plus semblables et de plus en plus proches de celle de l'Empire romain d'Orient.
Les premières basiliques documentées, comme la basilica vetus (it) de 313-315 ou la Basilica maior des années 343-345, sont nommées « basiliques doubles ». Cette configuration particulière dérive peut-être de l'aspect des horrea romains ou, plus probablement, comme à Aquileia, d'églises séparées pour les baptisés et pour les catéchumènes, le sacrement du baptême n'étant, à cette époque, administré qu'à l'issue d'un processus de conversion et de purification spirituelle. La basilique Santa Tecla, dont les ruines sont visibles sous le dôme, avait déjà cependant une abside de type traditionnel rappelant celle des grandes basiliques civiles.
La phase suivante correspond aux grandes basiliques de la romanité la plus tardive, de forme polygonale, en croix, etc. Ce sont les modèles adoptés pour certaines des basiliques majeures parmi les plus célèbres du Bas-Empire romain comme celle de Constantinople. À Mediolanum Ambroise fait construire plusieurs basiliques (it), dont quatre sur les quatre côtés de la ville, de manière à former un carré protecteur, en pensant probablement à la forme de la croix. Elles correspondent à l'actuelle San Nazaro, alors Basilica Apostolorum, sur le decumanus, près de la Porta Romana (it), à San Simpliciano (Basilica virginum), sur la partie opposée, à la Basilica Martyrum, qui devint basilique Saint-Ambroise lorsque l'évêque y fut enseveli, au sud-ouest, et enfin à San Dionigi (it) (Basilica prophetarum).

Les basiliques ambrosiennes
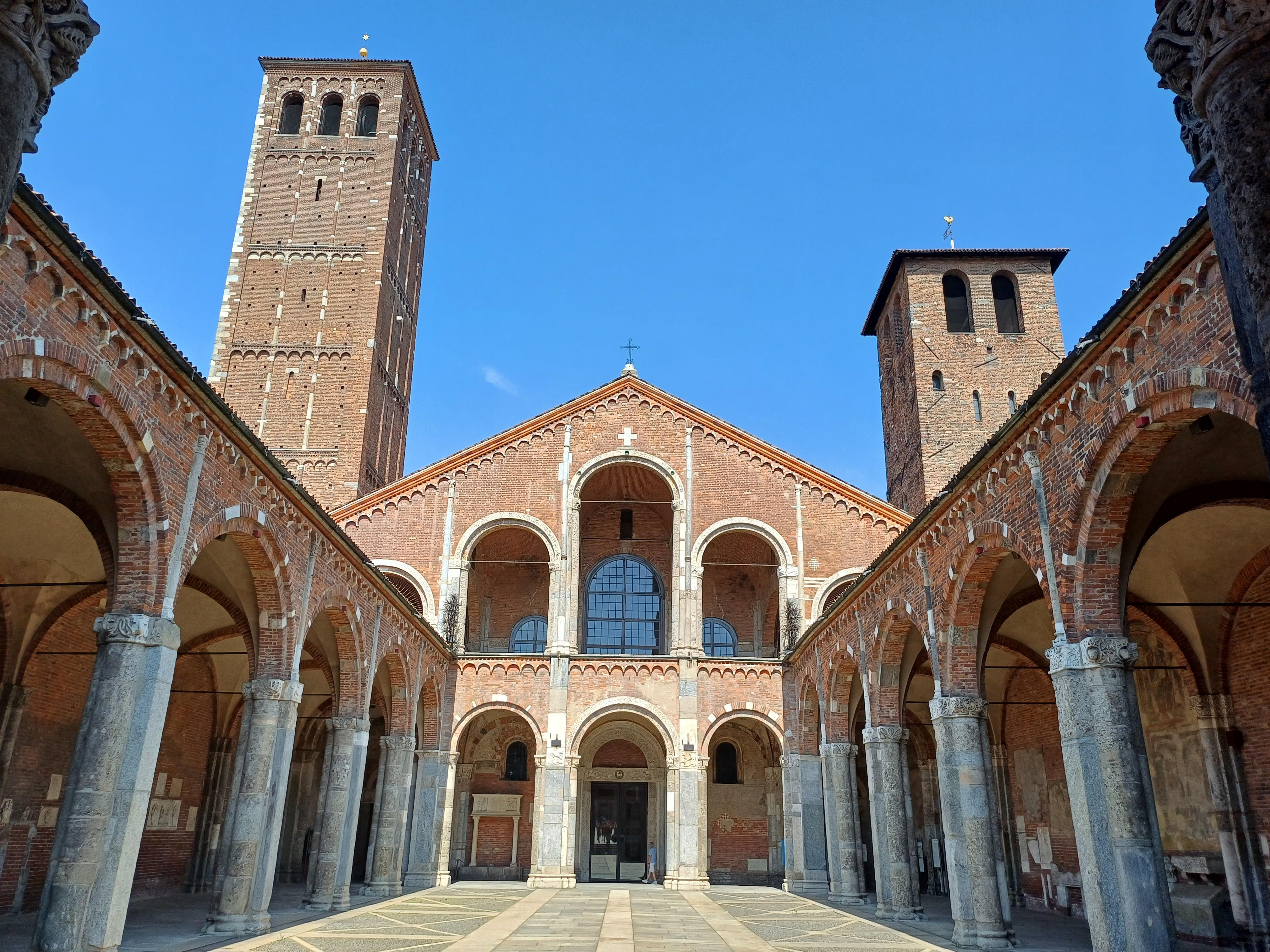
Quadriportique (it) de la basilique Saint-Ambroise (Basilica Martyrum, 379)
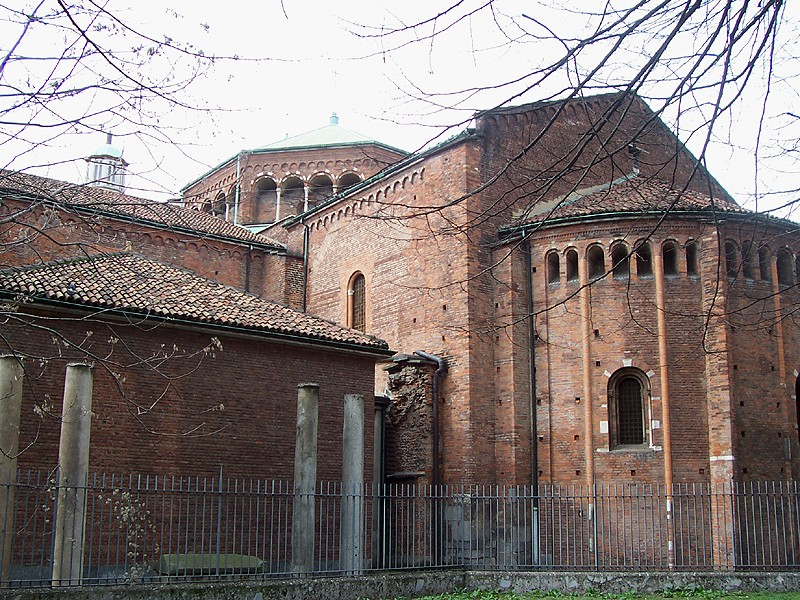
Abside de la basilique San Nazaro in Brolo (Basilica Apostolorum, 386)
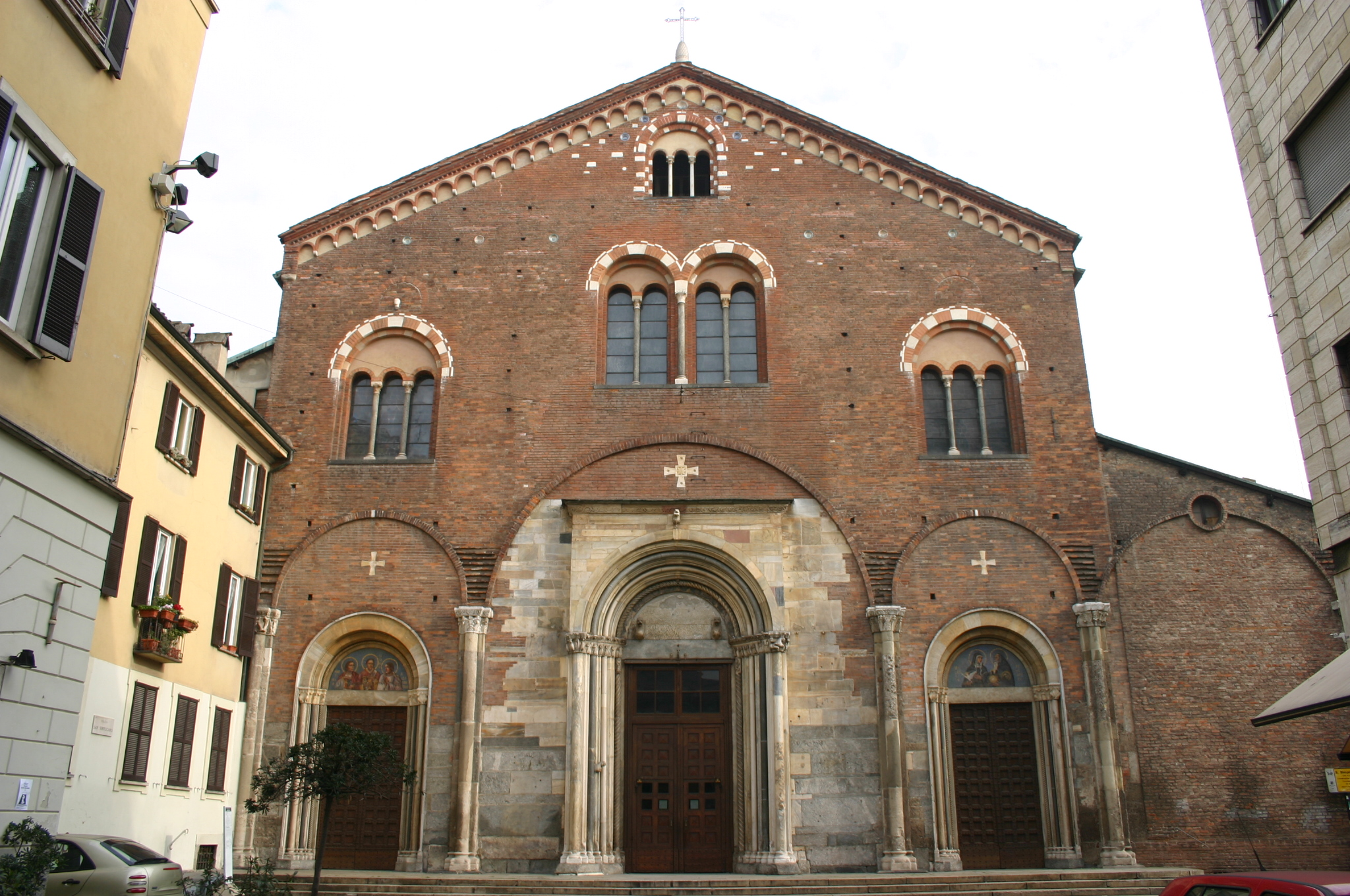
Façade de la basilique San Simpliciano (Basilica Virginum, 374-397)
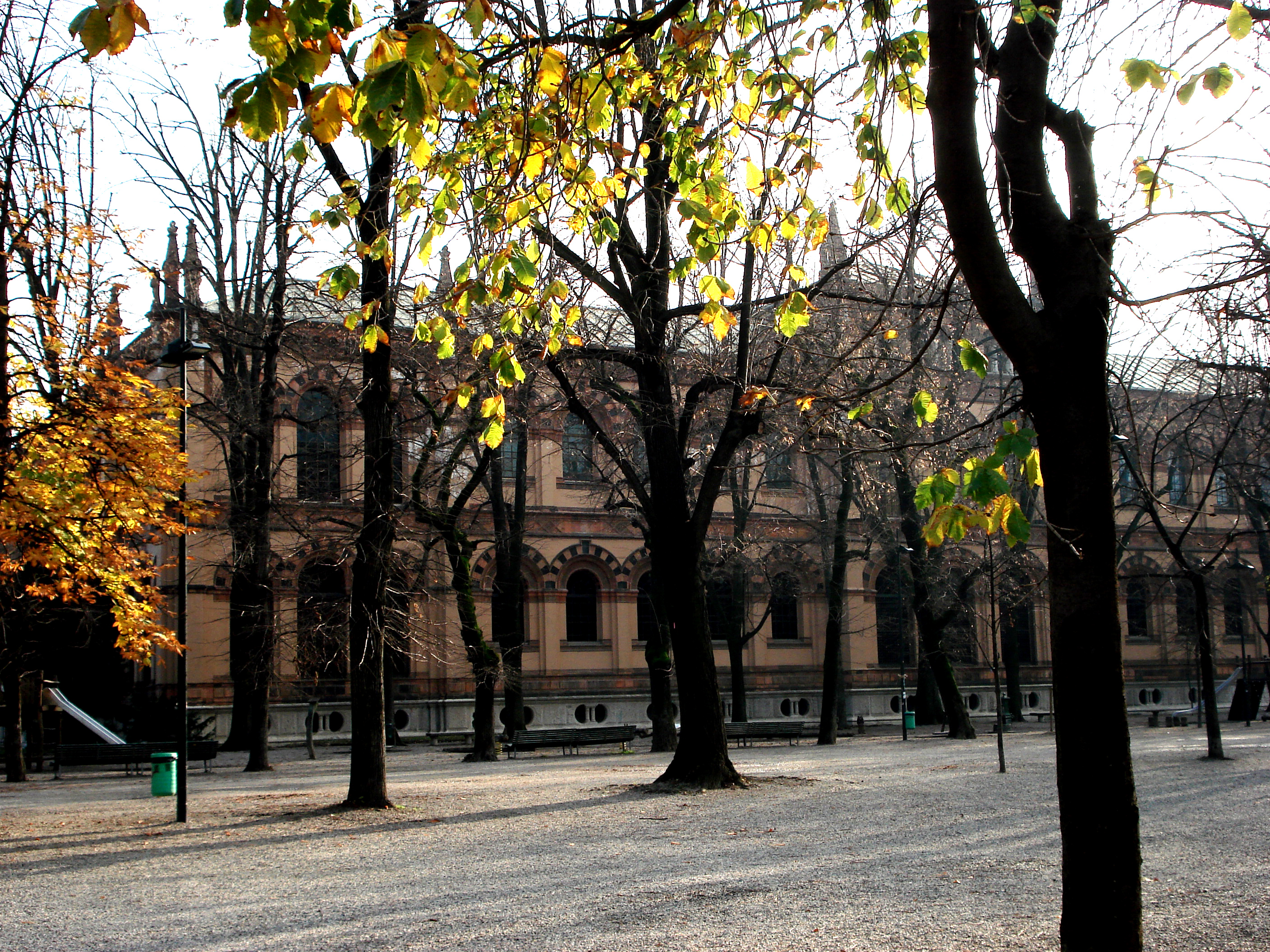
Emplacement de la basilique San Dionigi (it) détruite (Basilica prophetarum, Ve siècle)

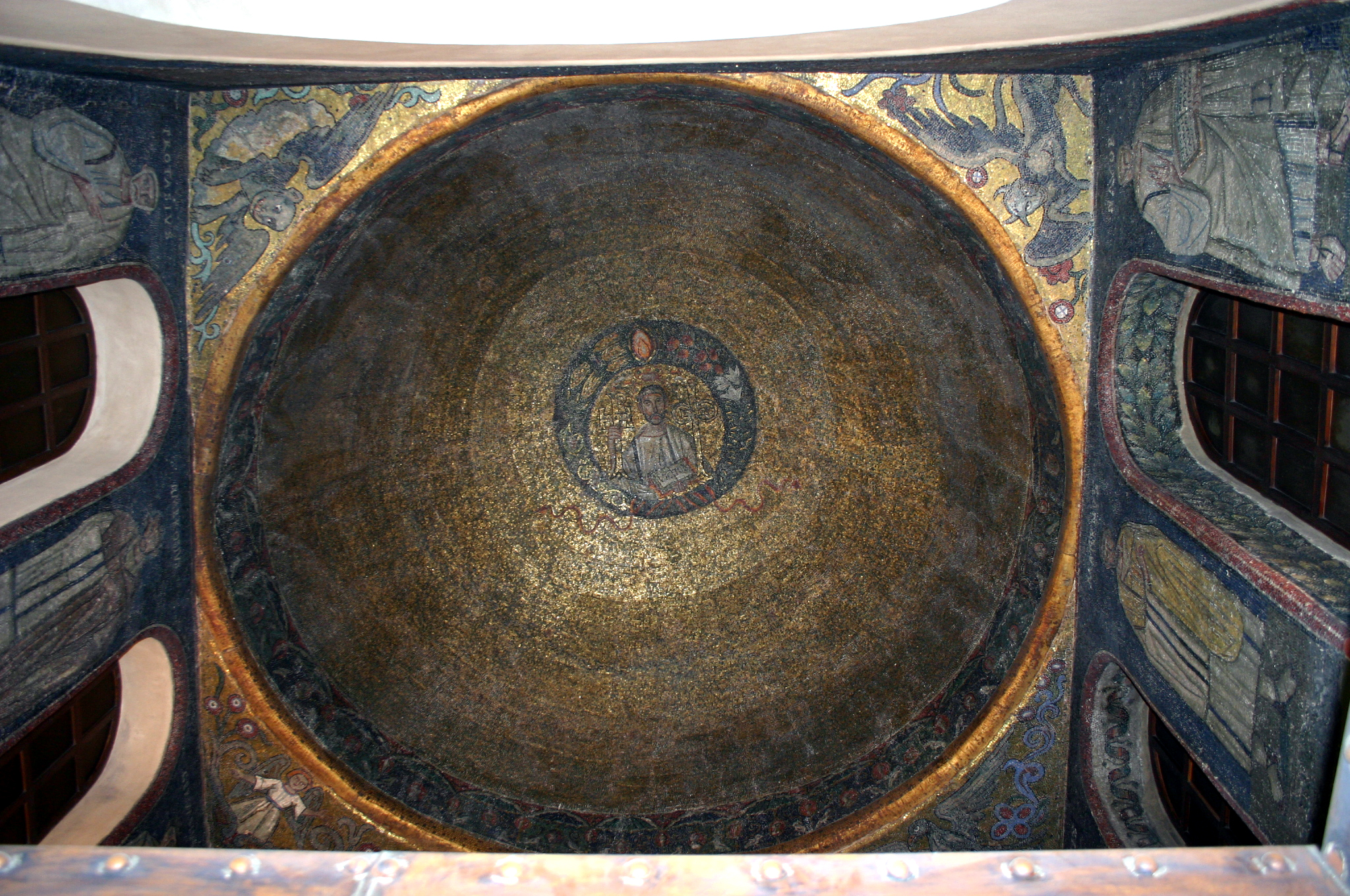
Mosaïques de la Chapelle San Vittore in ciel d'oro (it) (précédant la basilique Saint-Ambroise, 313)
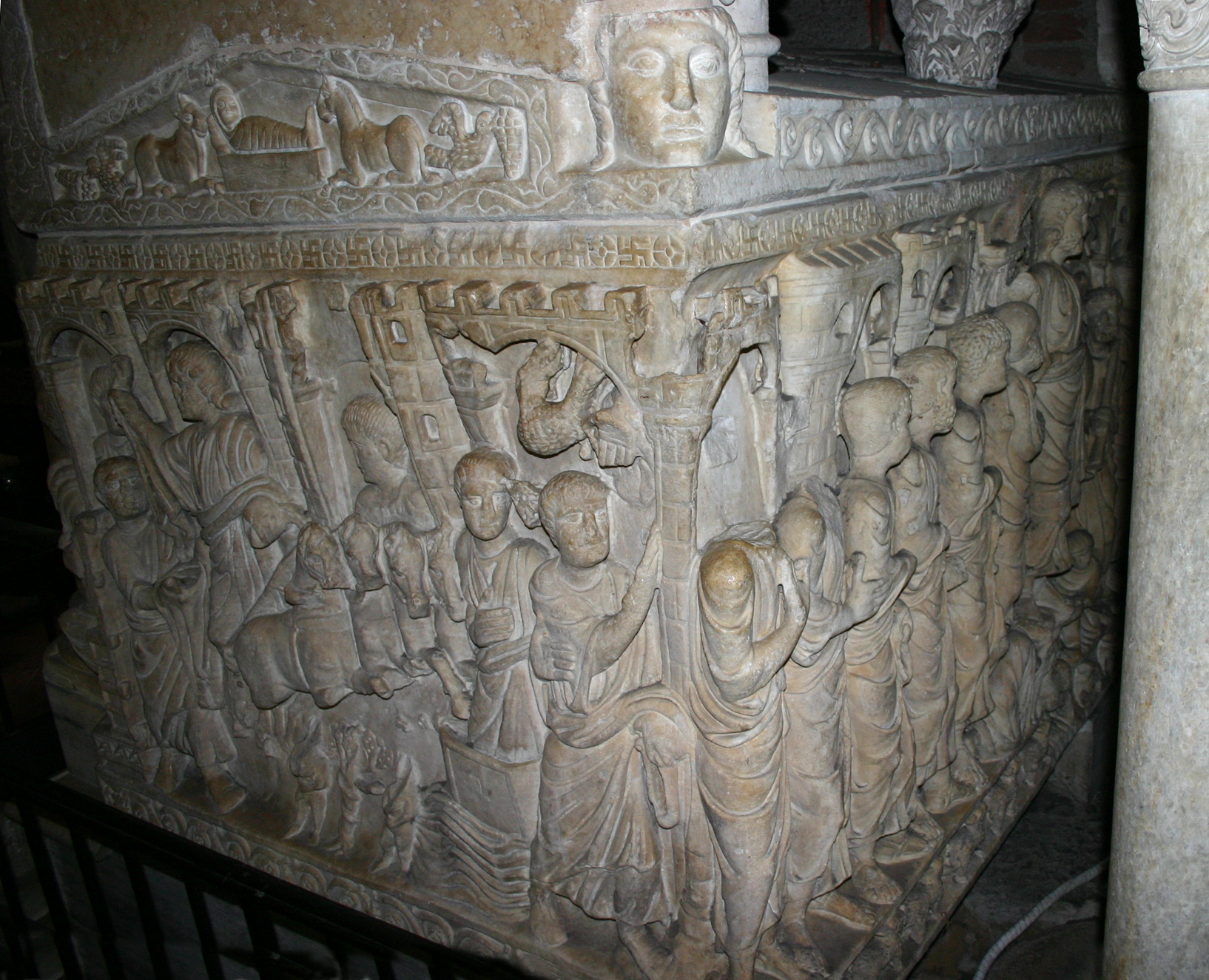
Détails du sarcophage de Stilicon (basilique Saint-Ambroise)
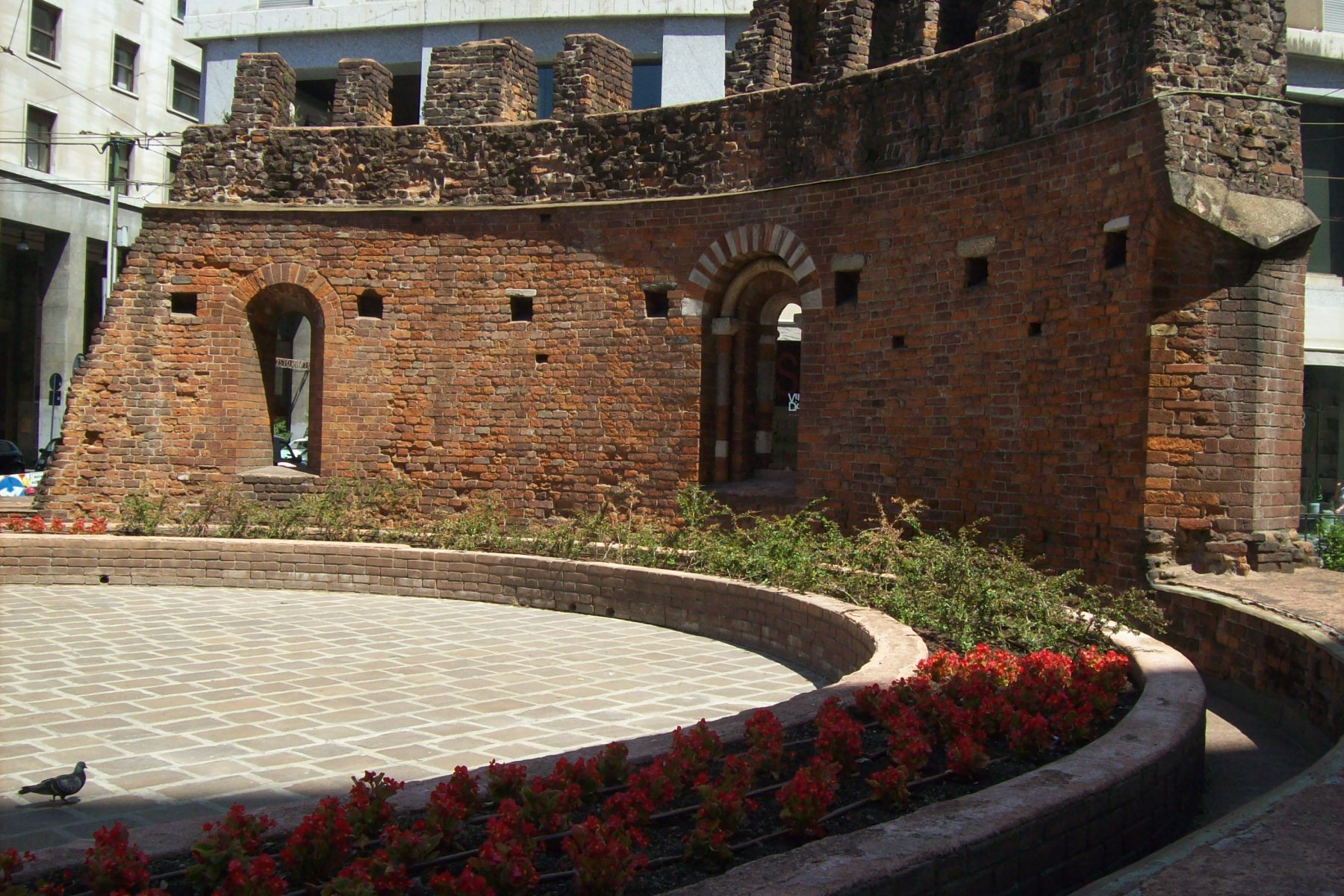
Pan de mur de l'abside de la basilique San Giovanni in Conca (Piazza Missori, IVe siècle)
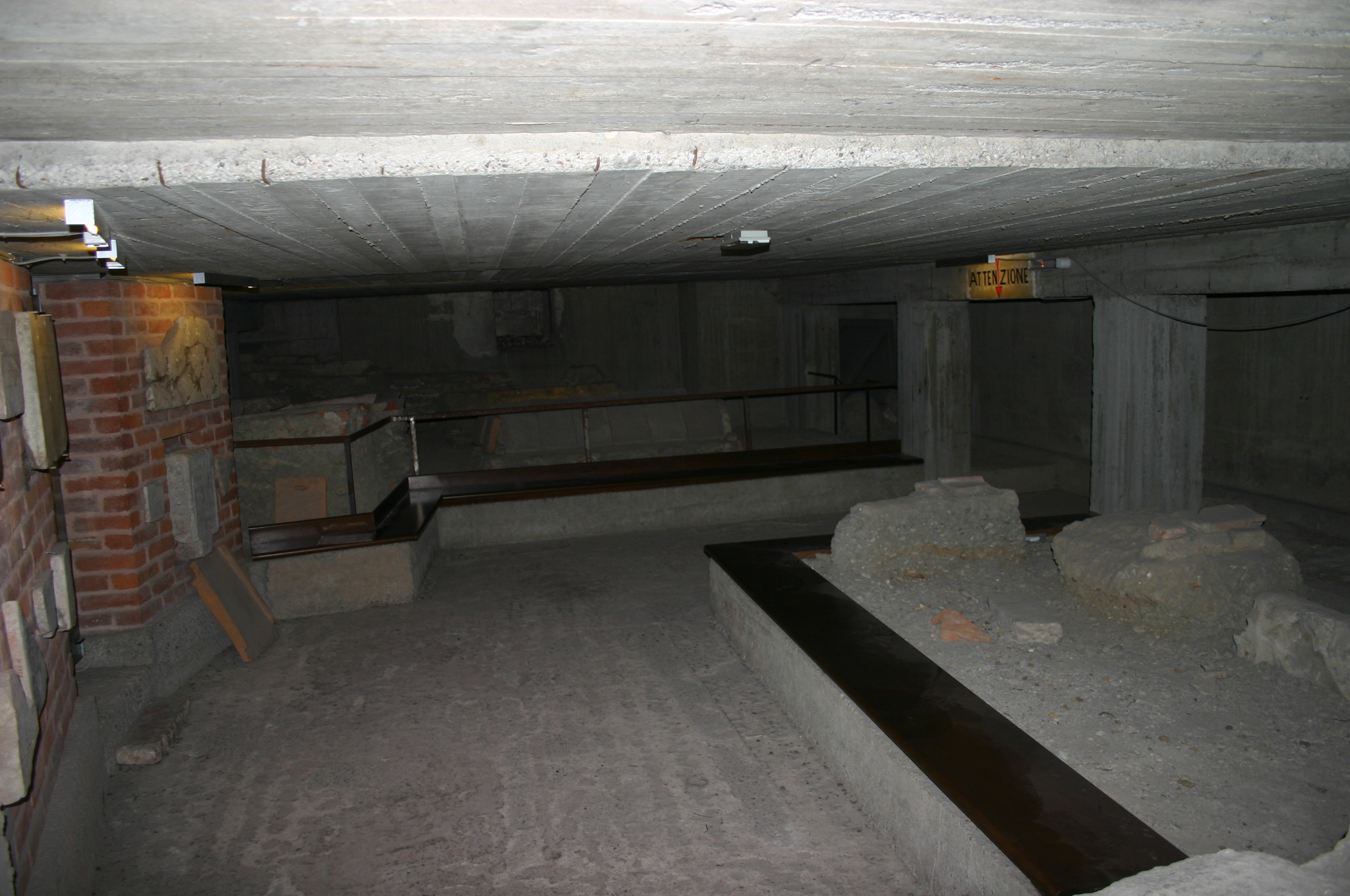
Vestiges du cimetière paléochrétien sous la basilique Sant'Eustorgio (IVe siècle)
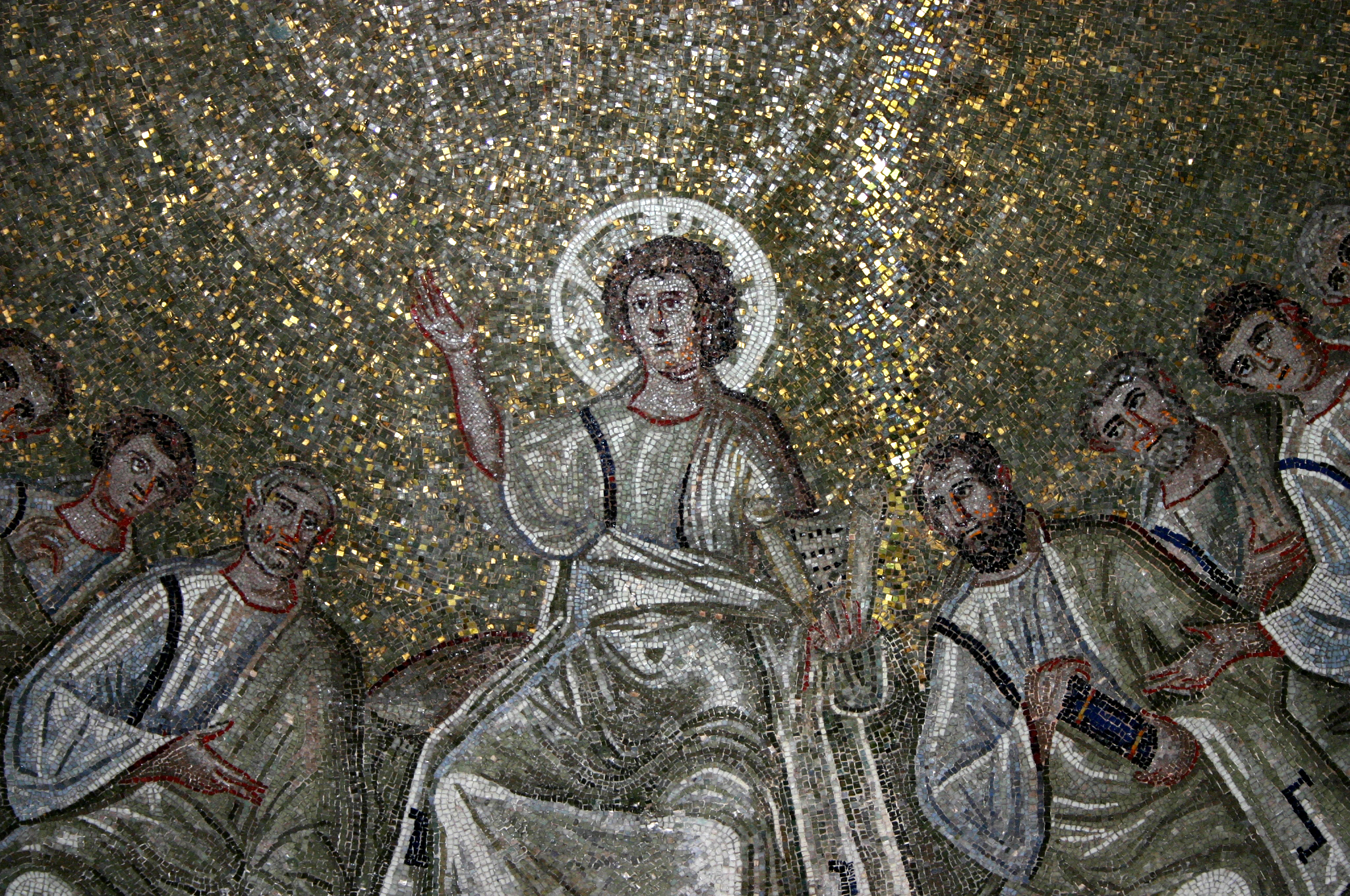
Détails des mosaïques (traditio legis) de la chapelle Sant'Aquilino (it) à San Lorenzo maggiore